# Список метал гуртів за країною
Це список з метал гуртів, організований за країнами, в алфавітному порядку, включаючи їхні стилі.

## Австрія

### Блек Метал
- Abigor(інші мови)

## Бельгія

### Блек Метал
- Enthroned(інші мови)

### Дез Метал
- Aborted

## Білорусь

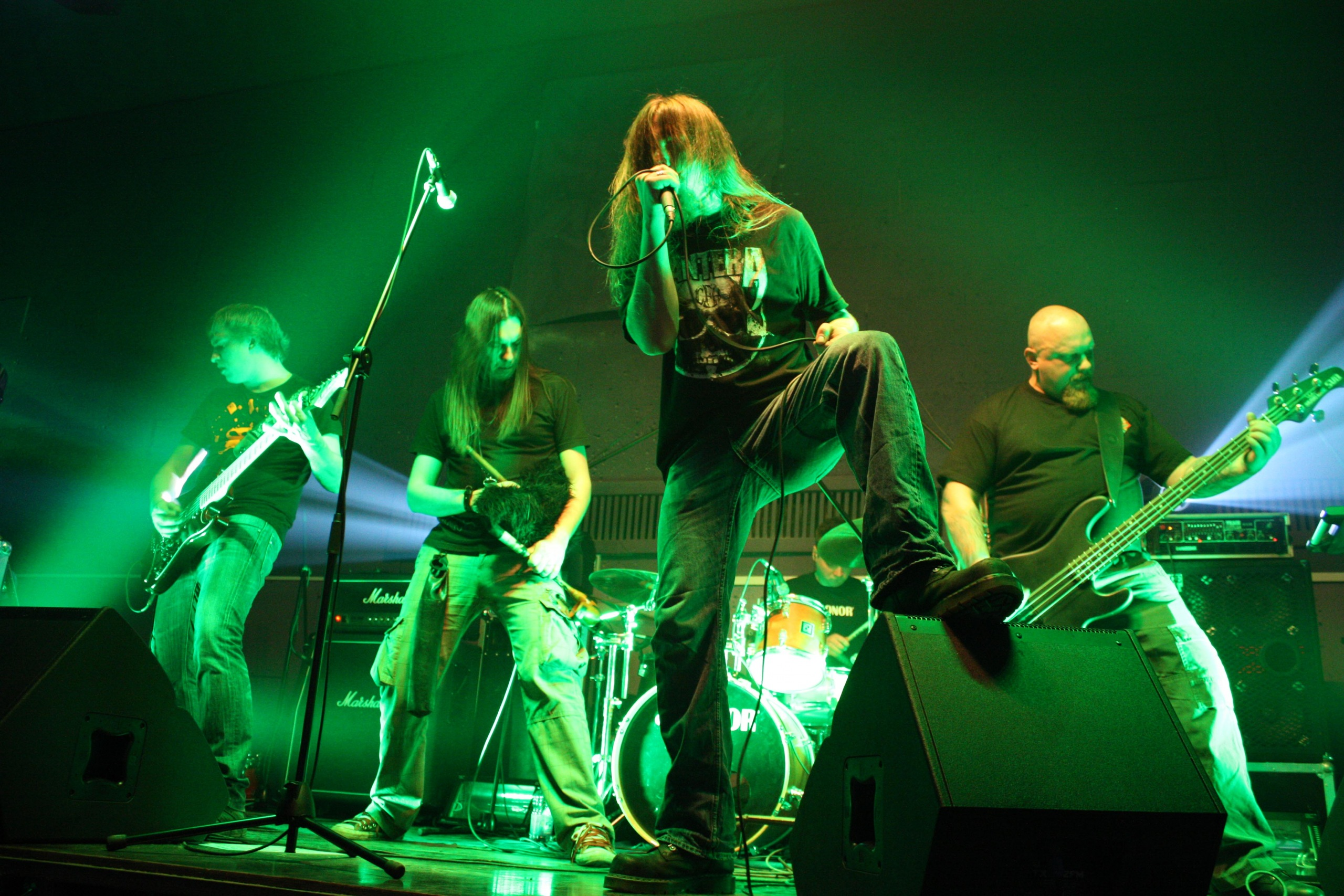
Litvintroll

### Дез Метал
- Apocryphal(інші мови)
- Asguard[be]

### Дум Метал
- Gods Tower

### Фолк Метал
- Kamaedzitca[ru]
- Litvintroll
- Vicious Crusade[ru]
- Znich

## Бразилія

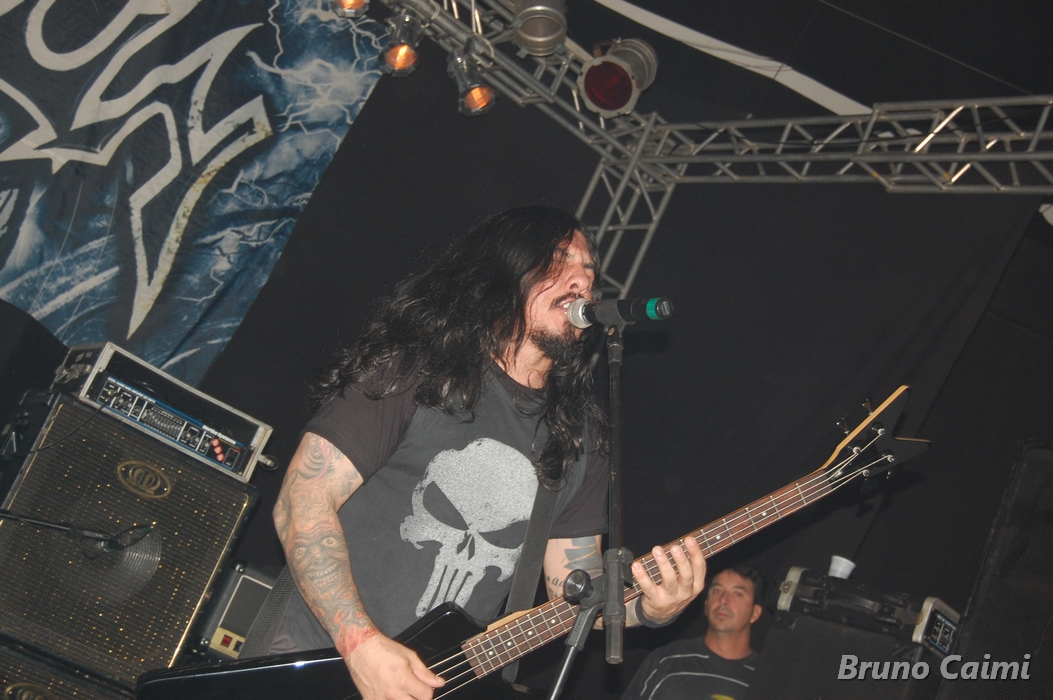
Krisiun

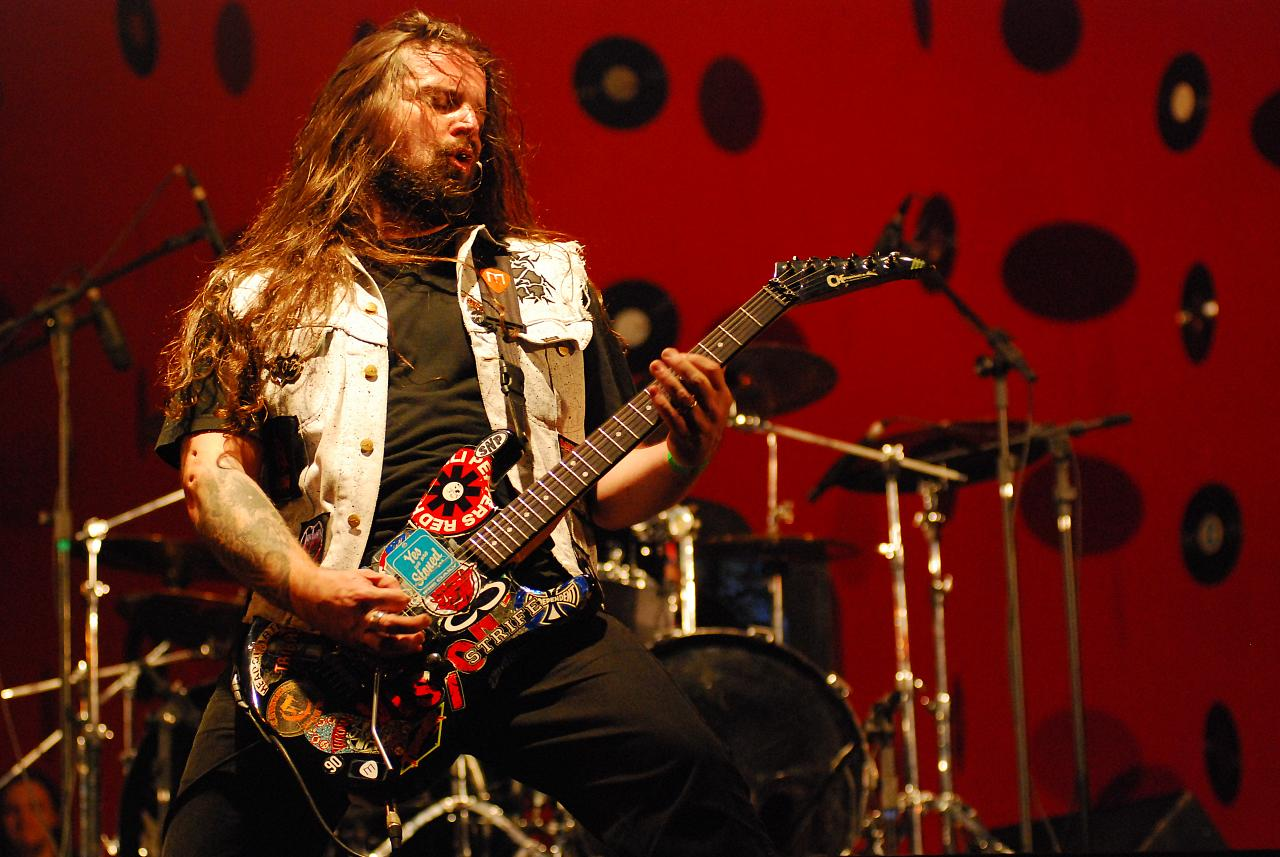
Sepultura

### Блек Метал
- Krisiun(інші мови)
- Mystifier(інші мови)
- Sarcofago(інші мови)

### Дез Метал
- Sepultura (також Треш Метал)
- Torture Squad(інші мови) (також Треш Метал)
- Skull and Bones.

### Пауер Метал
- Angra(інші мови)
- Shaman

### Фолк Метал
- Tuatha de Danann(інші мови)

## Канада

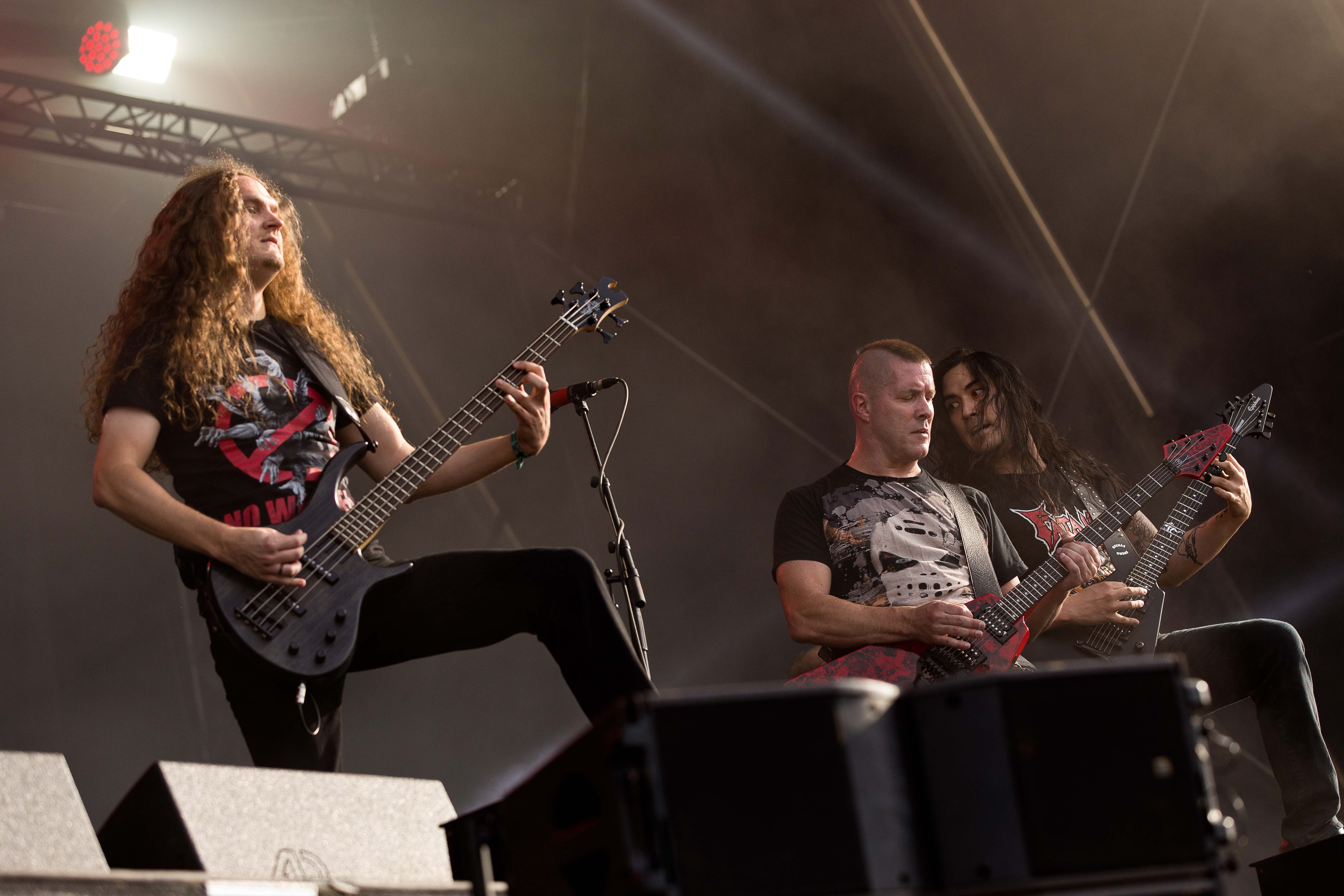
Annihilator

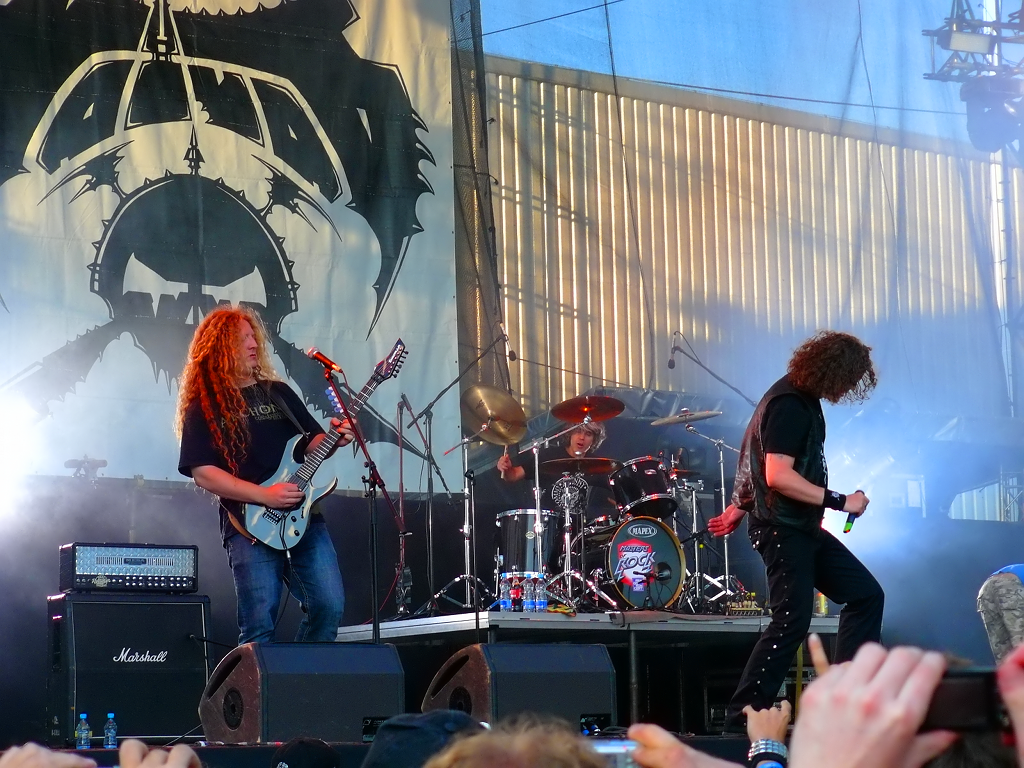
Voivod

### Дез Метал
- Cryptopsy
- Gorguts(інші мови)
- Kataklysm(інші мови)

### Хеві Метал
- Anvil
- Thor

### Прогрессів Метал
- The Devin Townsend Project
- Protest the Hero
- Strapping Young Lad(інші мови)

### Треш Метал
- Annihilator
- Exciter(інші мови)
- Razor
- Sacrifice
- Voivod

## Данія

### Хеві Метал
- King Diamond
- Mercyful Fate

### Треш Метал
- Artillery(інші мови)

## Естонія

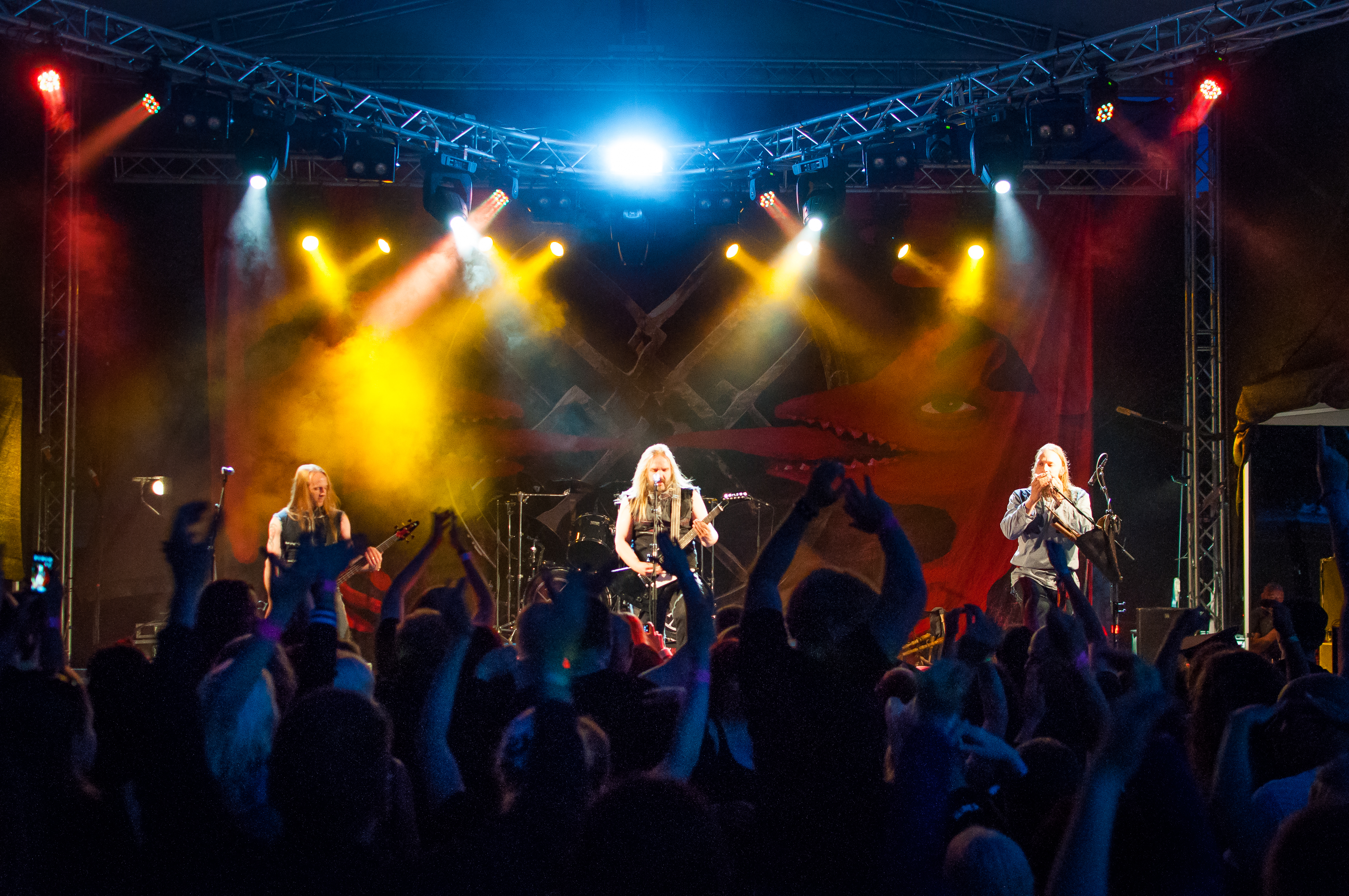
Metsatöll

### Фолк Метал
- Metsatöll
- Raud-Ants(інші мови)

### Індастріал Метал
- Freakangel(інші мови)

## Фінляндія

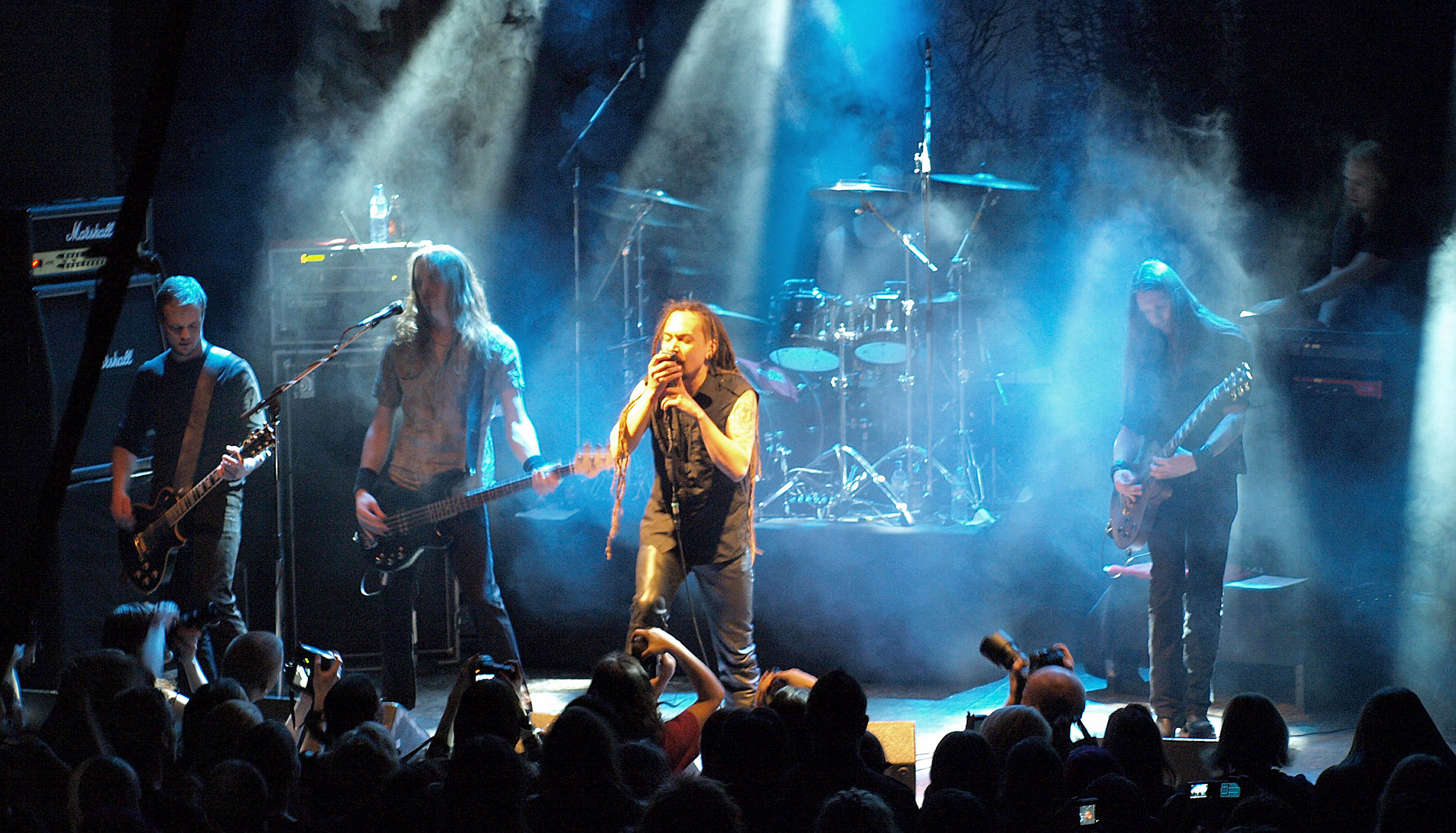
Amorphis

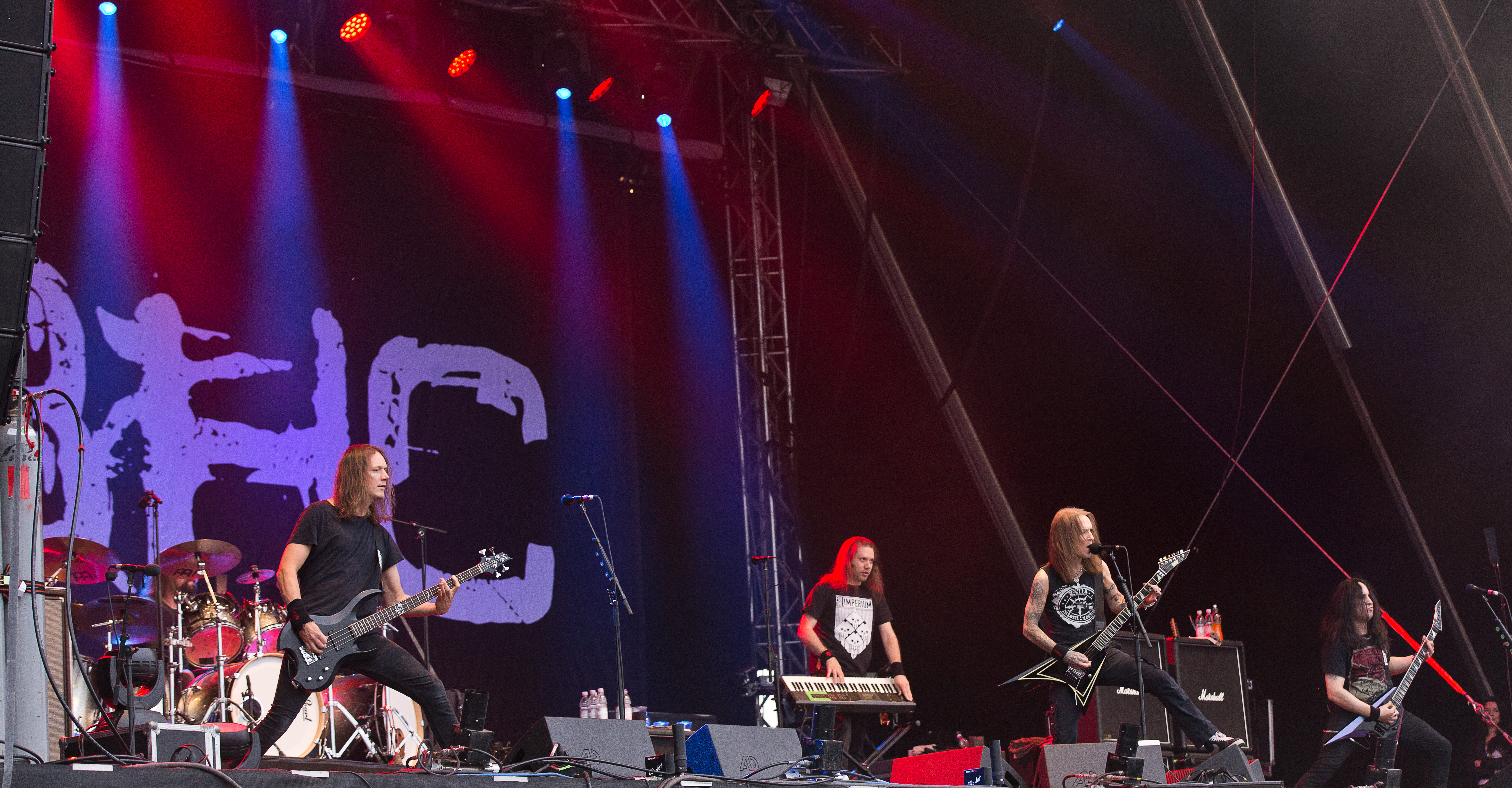
Children of Bodom

### Блек Метал
- Children of Bodom (також Мелодік Дез Метал та Пауер Метал)
- Impaled Nazarene

### Дез Метал
- Kalmah(інші мови)
- Norther(інші мови)

### Фолк Метал
- Ensiferum (також Дез Метал та Вікінг Метал)
- Finntroll (також Блек Метал)
- Korpiklaani
- Moonsorrow (також Блек Метал та Пеган Метал)
- Turisas (також Пауер Метал)

### Готік Метал
- Amorphis
- Charon
- Entwine
- HIM
- Sentenced

### Пауер Метал
- Sonata Arctica
- Stratovarius

### Спід Метал
- Warmen(інші мови)

### Симфонік Метал
- Apocalyptica
- Nightwish (також Хеві Метал)

## Франція

### Дез Метал
- Gojira (також Прогрессів Метал та Грув Метал)

### Пауер Метал
- Fairyland

## Німеччина

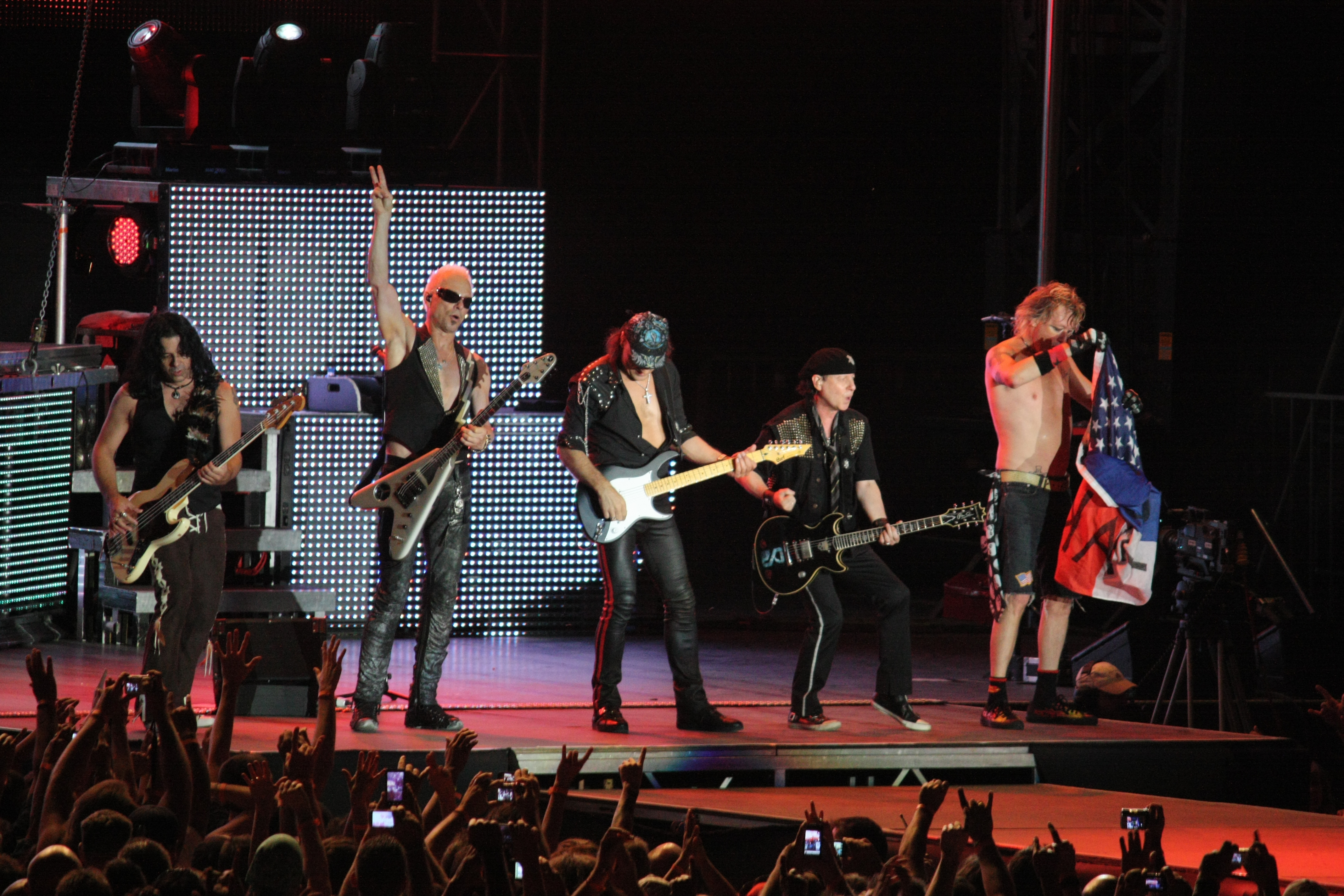
Scorpions

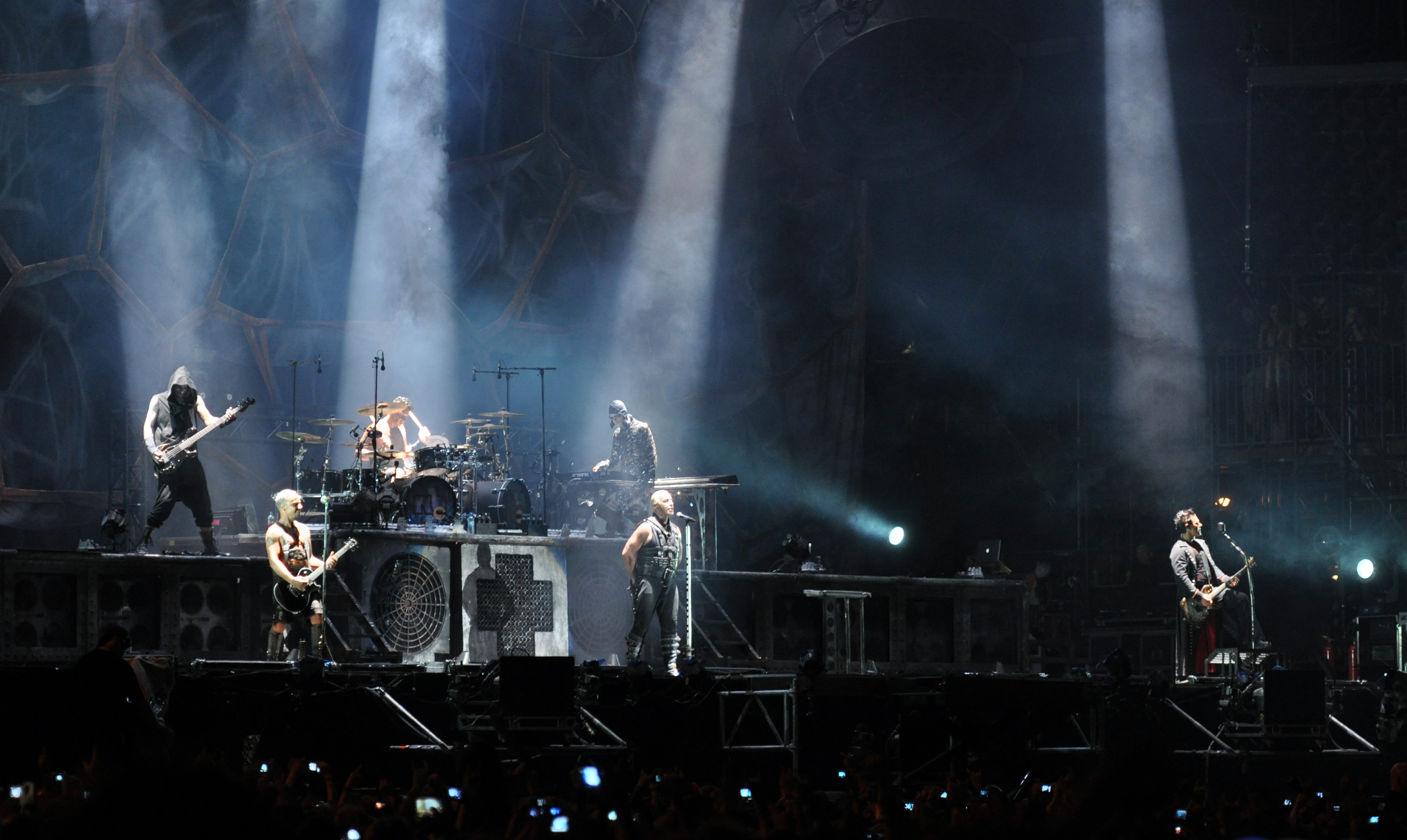
Rammstein

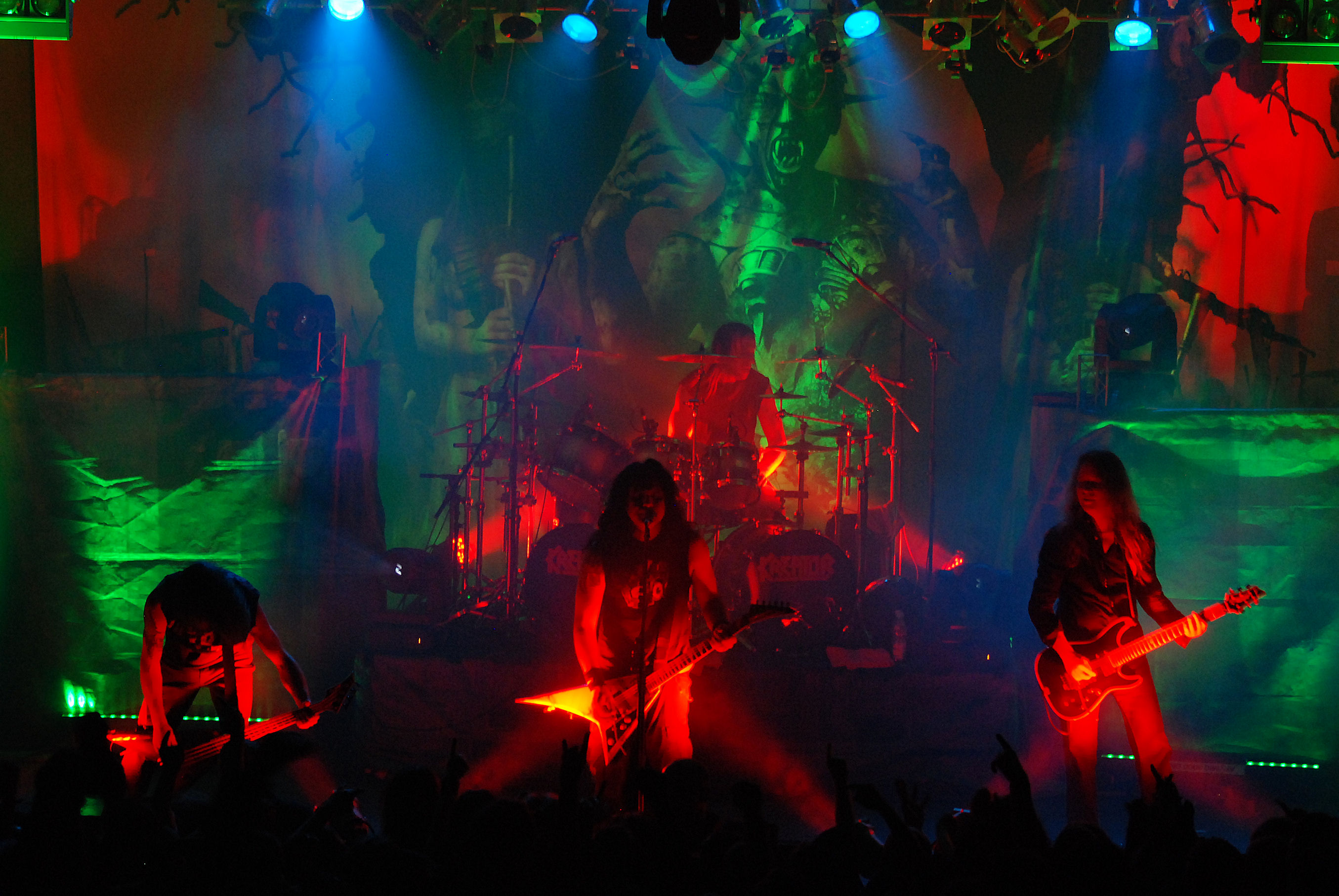
Kreator

### Дез Метал
- Obscura(інші мови)
- Necrophagist(інші мови)

### Фолк Метал
- Finsterforst(інші мови)

### Хеві Метал
- Accept
- Grave Digger (також Пауер Метал)
- Scorpions
- Sinner(інші мови)

### Індастріал Метал
- Rammstein
- Megaherz
- Oomph!
- Tanzwut

### Пауер Метал
- Blind Guardian
- Edguy
- Freedom Call(інші мови)
- Gamma Ray
- Helloween
- Iron Savior(інші мови)
- Primal Fear

### Треш Метал
- Destruction
- Kreator
- Holy Moses
- Sodom

## Греція

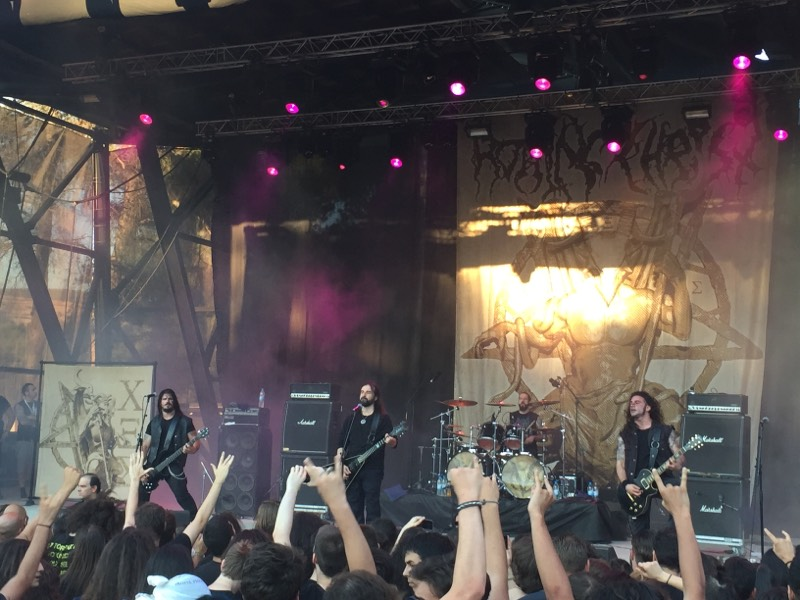
Rotting Christ

### Блек Метал
- Astarte(інші мови)
- Rotting Christ

### Дез Метал
- Nightfall(інші мови)
- Septicflesh

### Пауер Метал
- Firewind

## Ірландія

### Келтік Метал(інші мови)
- Cruachan

## Італія

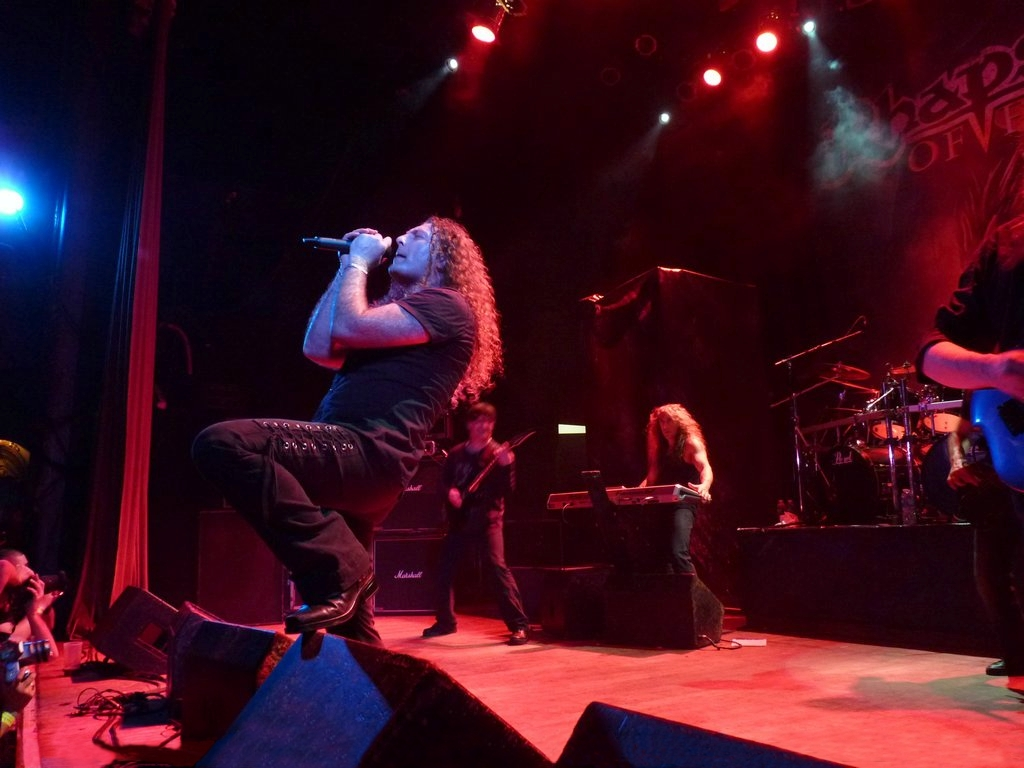
Rhapsody of Fire

### Дум Метал
- Void of Silence(інші мови)

### Симфонік Блек Метал
- Cadaveria(інші мови) (також Дум Метал)
- Opera IX(інші мови) (також Пеган Метал)

### Пауер Метал
- Domine(інші мови)
- Labyrinth
- Rhapsody of Fire (також Симфонік Метал)

## Японія

### Хеві Метал
- Babymetal
- Loudness(інші мови)
- Seikima-II(інші мови)
- X Japan

### Пауер Метал
- Aldious(інші мови)
- Galneryus
- Sex Machineguns(інші мови)

### Треш Метал
- Outrage(інші мови)

## Латвія

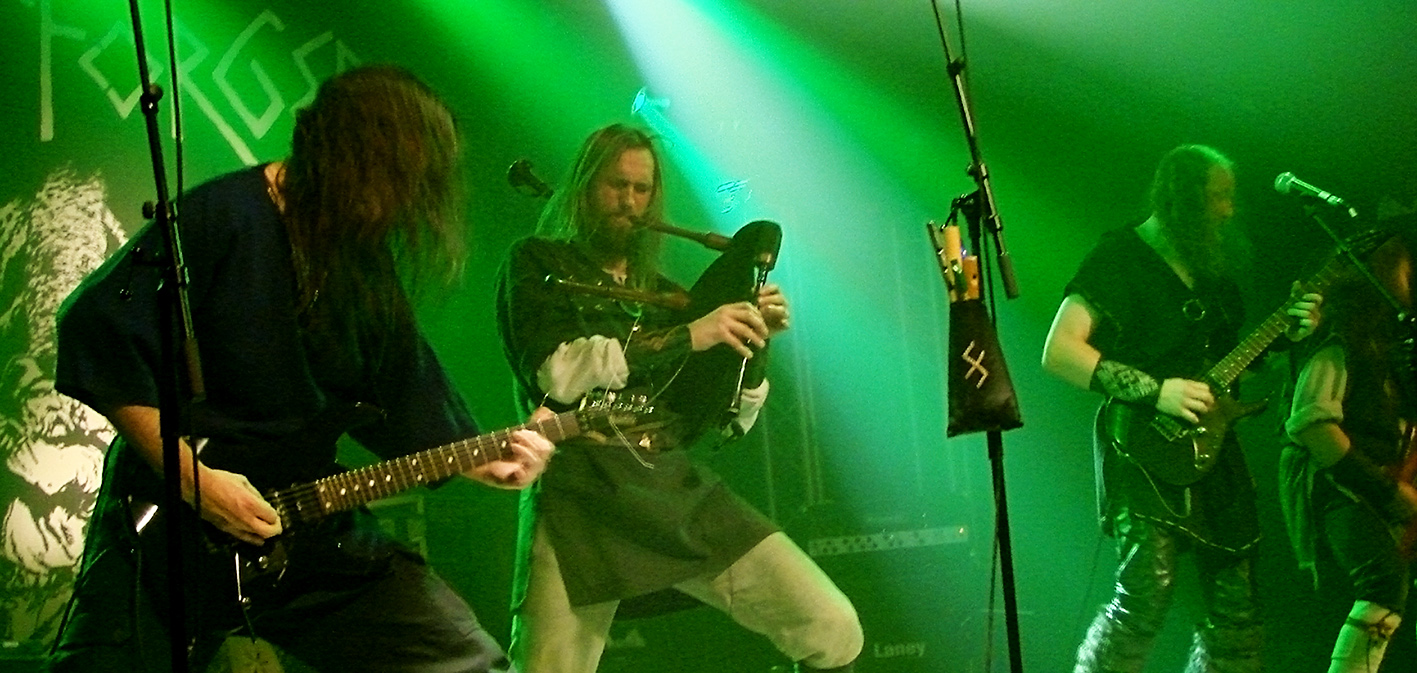
Skyforger

### Фолк Метал
- Skyforger (також Блек Метал)

### Металкор
- Enhet(інші мови)

### Пост Метал
- Soundarcade(інші мови)

## Литва

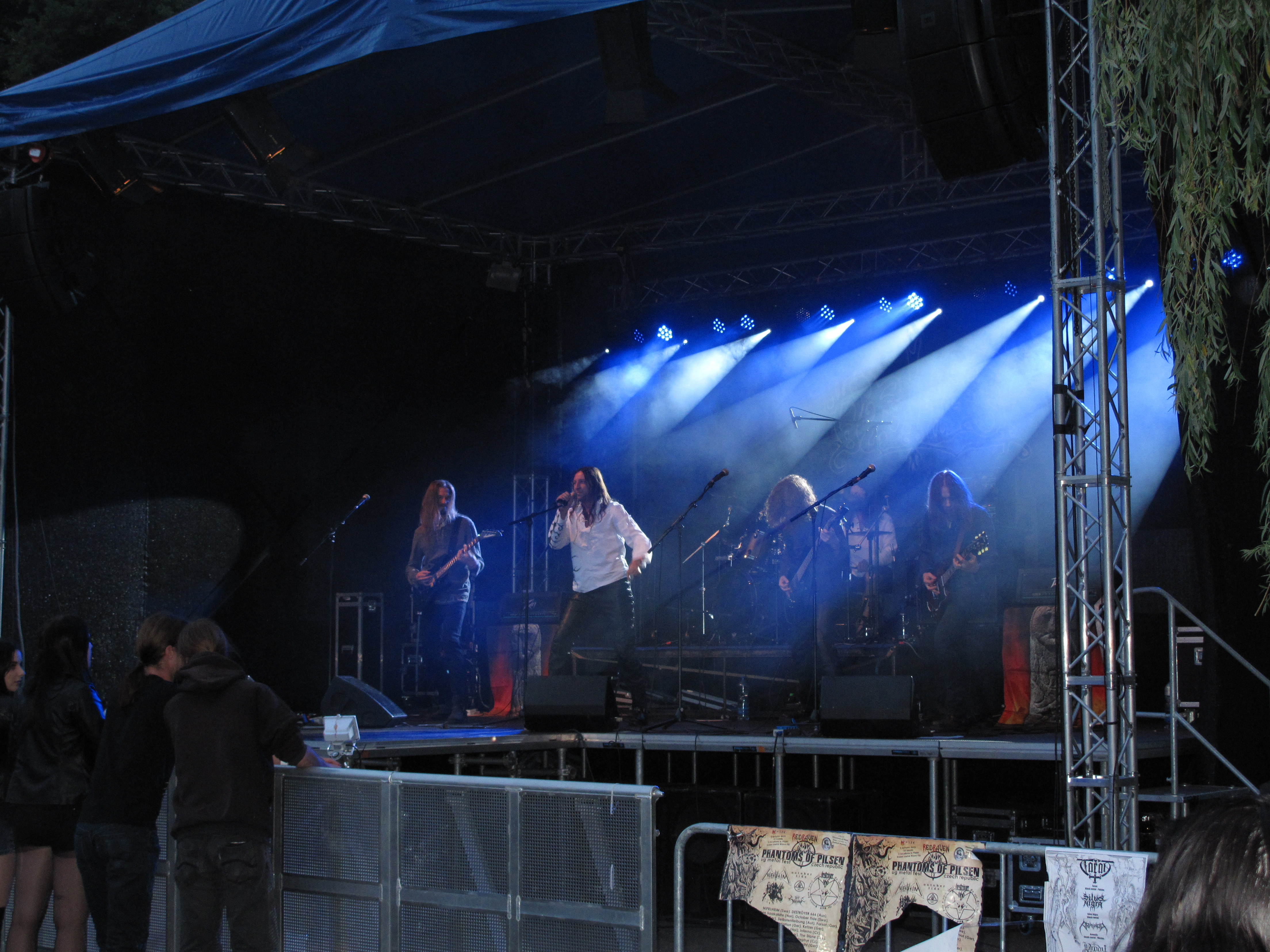
Obtest

### Пеган Метал
- Obtest

### Хеві Метал
- Diktatūra(інші мови)
- Katedra(інші мови)

## Нідерланди

### Симфонік Метал
- After Forever (також Прогрессів Метал)
- Epica (також Готік Метал та Прогрессів Метал)
- Within Temptation

### Дез Метал
- Asphyx(інші мови)
- Centurian
- God Dethroned(інші мови)
- Gorefest(інші мови)
- Legion of the Damned(інші мови)
- Nox
- Pestilence(інші мови)
- Severe Torture(інші мови)
- Sinister(інші мови)

### Фолк Метал
- Heidevolk(інші мови)

## Норвегія

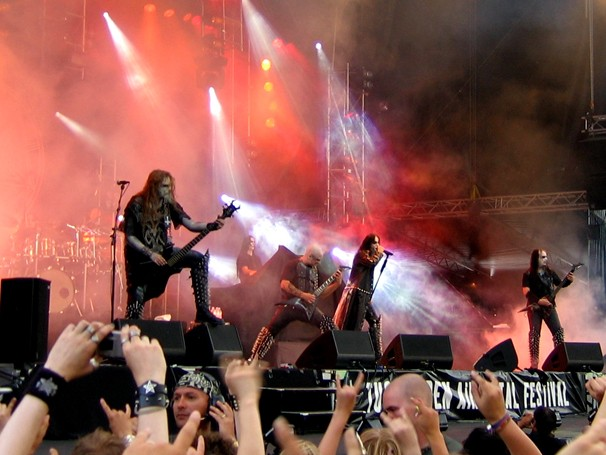
Dimmu Borgir

### Блек Метал
- Arcturus (також Аван-Гард Метал та Симфонік Метал)
- Borknagar
- Burzum
- Carpathian Forest
- Darkthrone
- Dimmu Borgir (також Симфонік Блек Метал)
- Dodheimsgard(інші мови)
- Emperor
- Enslaved (також Вікінг Метал та Прогрессів Метал)
- Gorgoroth
- Immortal
- Mayhem
- Satyricon

### Фолк Метал
- Lumsk(інші мови)
- Trollfest(інші мови)

## Польща

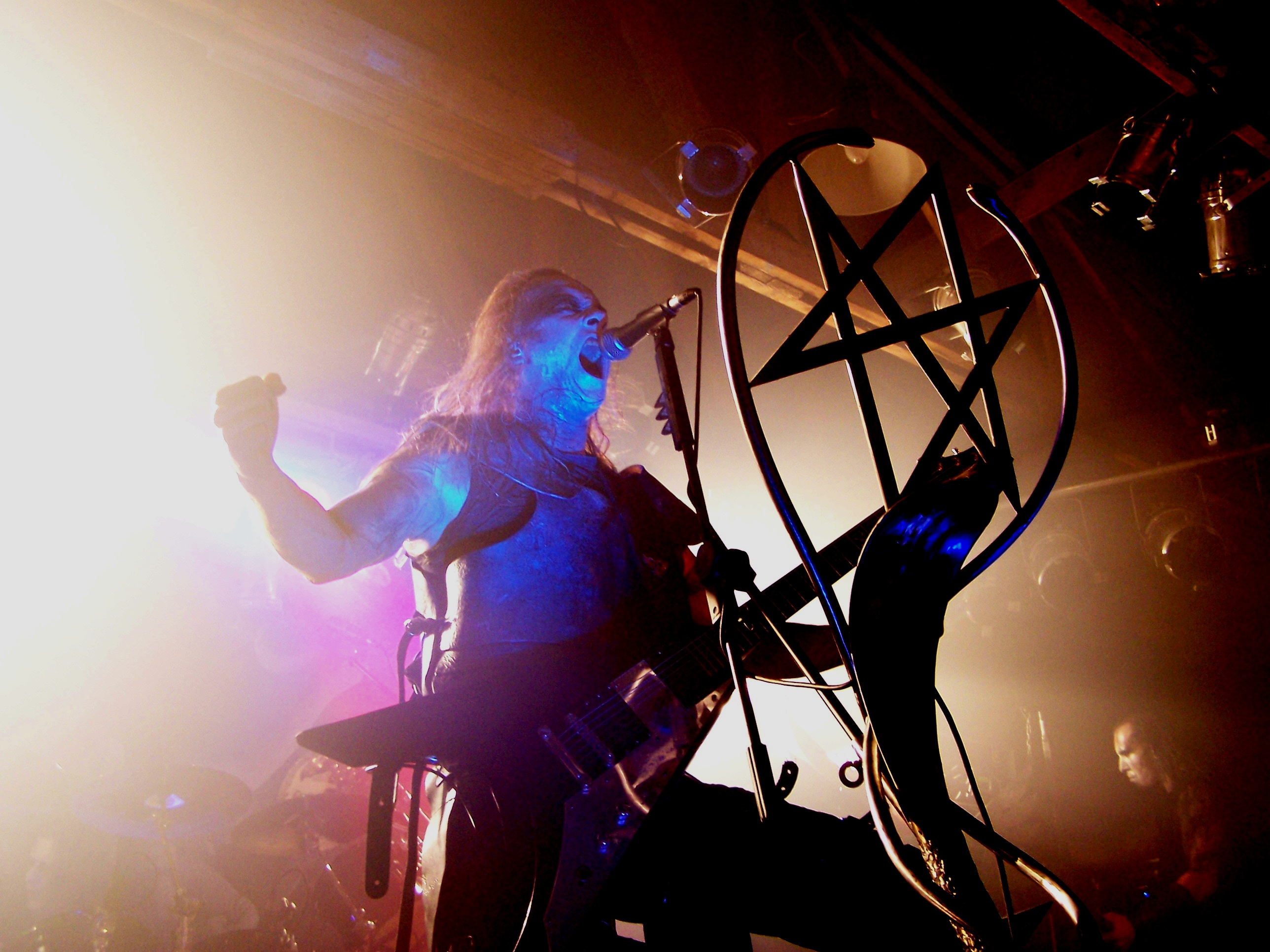
Behemoth

### Блек Метал
- Behemoth (також Дез Метал)
- Graveland (також Вікінг Метал and Пеган Метал)

### Дез Метал
- Vader
- Decapitated

### Готік Метал
- Artrosis(інші мови)

### Симфонік Блек Метал
- Lux Occulta(інші мови) (також Прогрессів Метал)

## Португалія

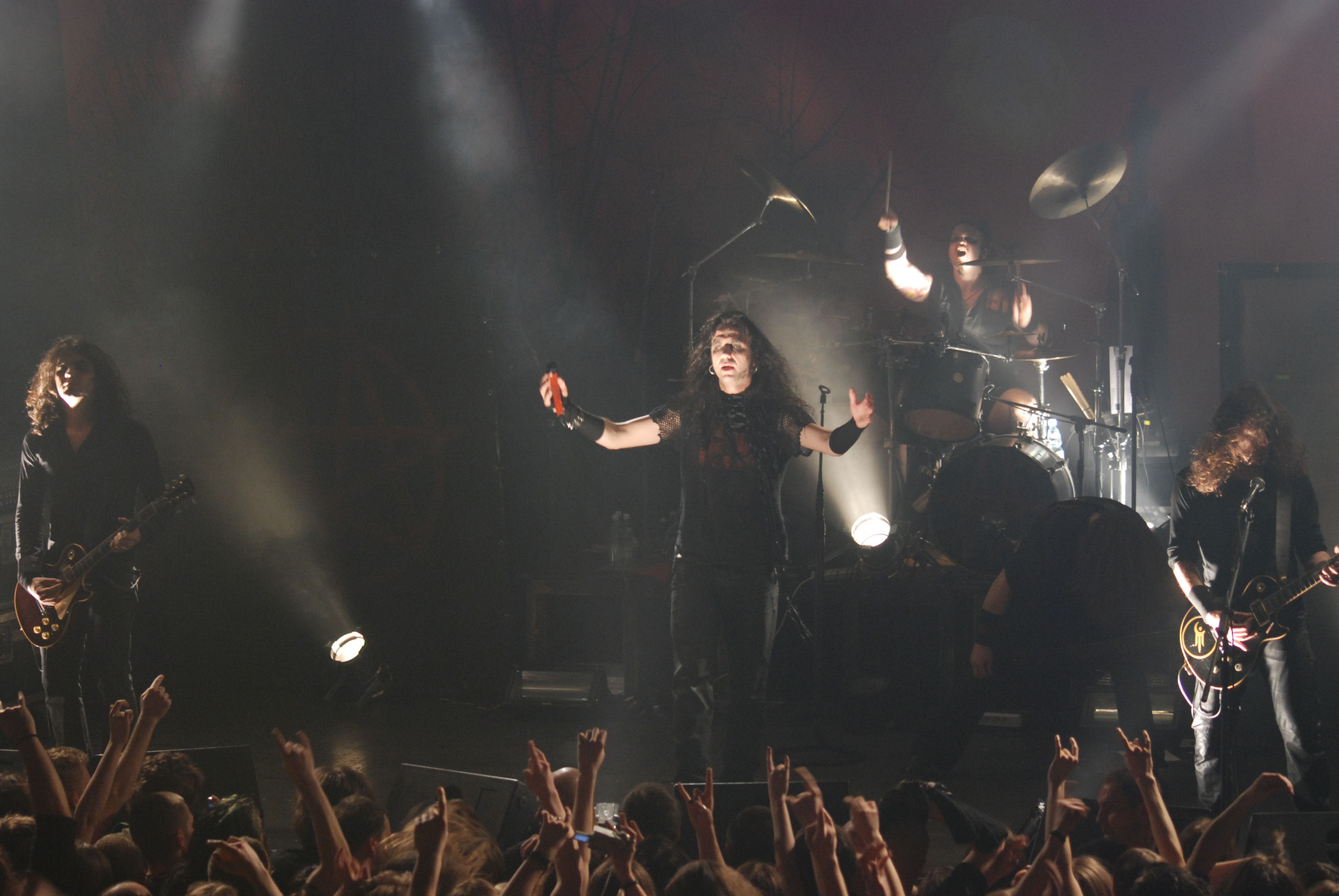
Moonspell

### Готік Метал
- Moonspell

## Росія

### Пеган Метал
- Arkona (також Слов'янський метал)

## Словаччина

### Готік Метал
- April Weeps(інші мови)

## Іспанія

### Пауер Метал
- Dark Moor

## Швеція

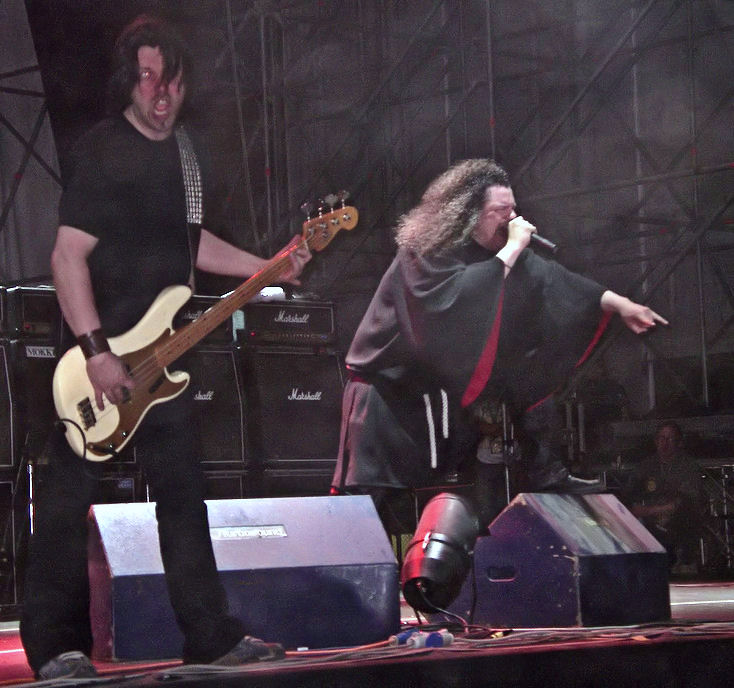
Candlemass

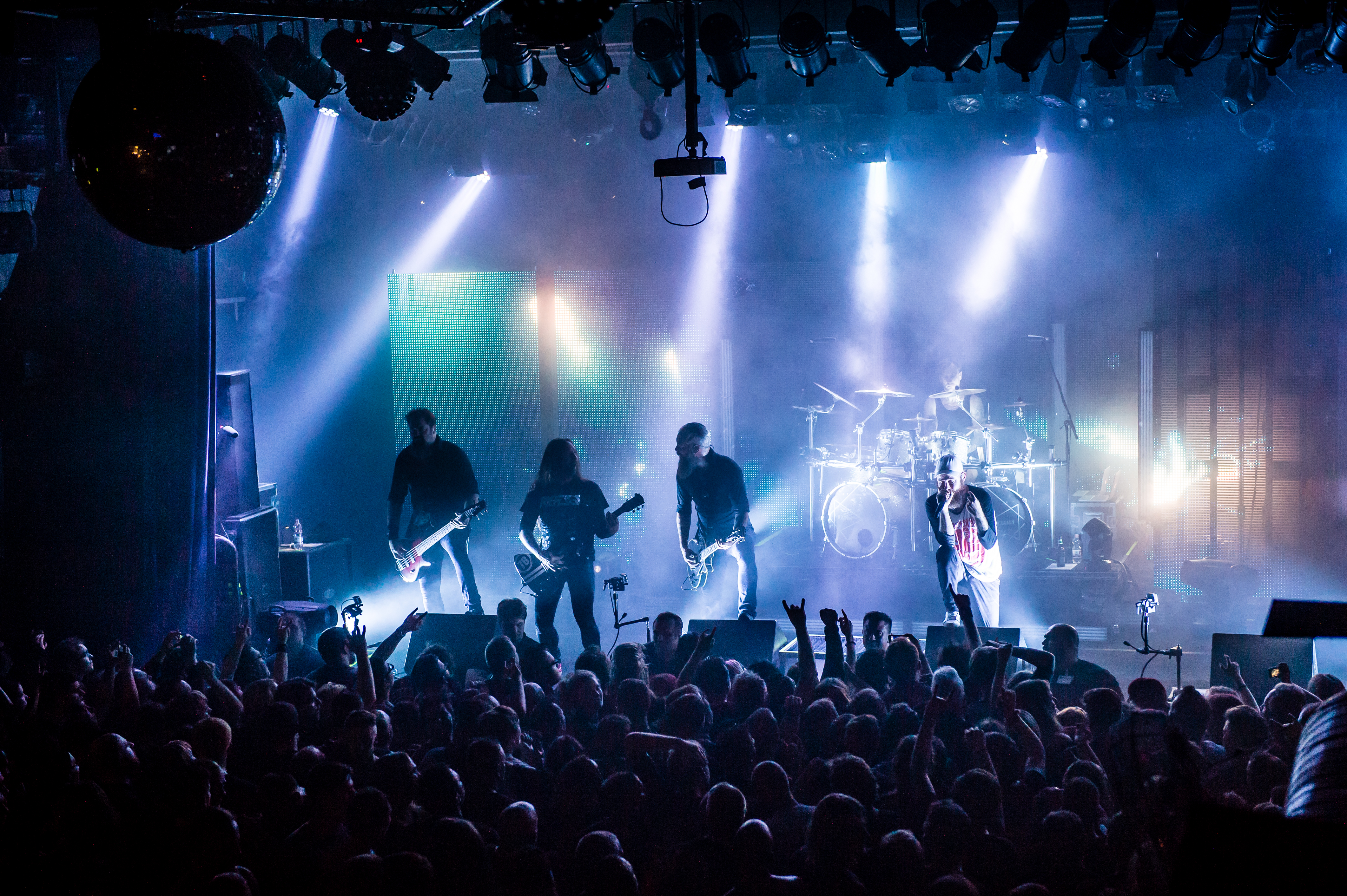
In Flames

### Хеві Метал
- Ambush

### Блек Метал
- Bathory
- Dark Funeral
- Marduk
- Vintersorg(інші мови) (також Прогрессів Метал)
- Dissection

### Дум Метал
- Candlemass

### Мелодік Дез Метал
- Arch Enemy
- Dark Tranquillity
- Hypocrisy
- In Flames

### Пауер Метал
- Sabaton

### Прогрессів Метал
- Meshuggah
- Opeth

### Симфонік Метал
- Therion (також Готік Метал та Дез Метал (ранній))

## Швейцарія

### Блек Метал
- Celtic Frost

### Фолк Метал
- Eluveitie (також Пеган Метал)

### Треш Метал
- Coroner

## Україна

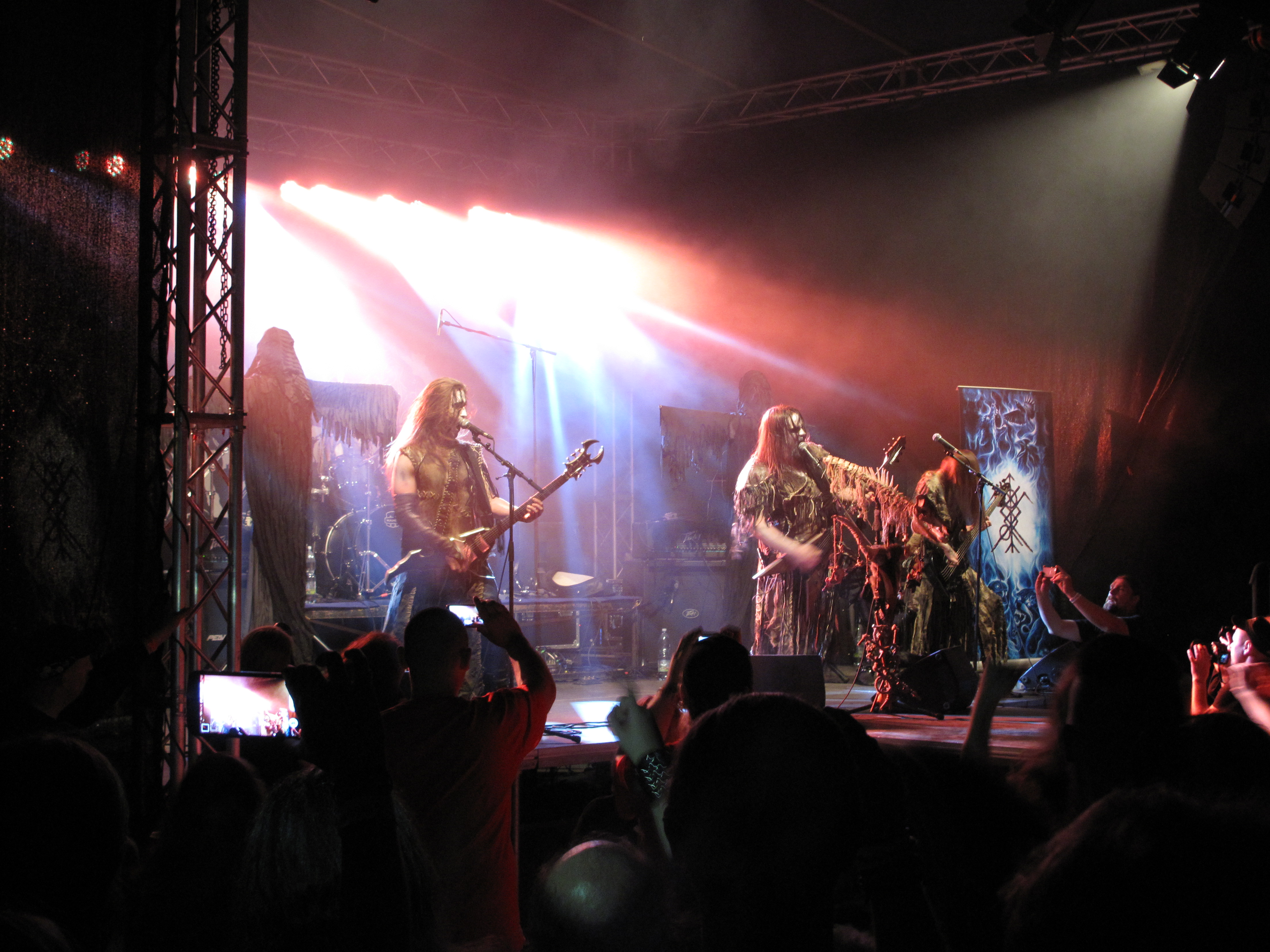
Nokturnal Mortum

### Блек Метал
- Drudkh
- Nokturnal Mortum

### Дез Метал
- Fleshgore
- FireLake

### Фолк Метал
- Тінь Сонця

## Об'єднане Королівство

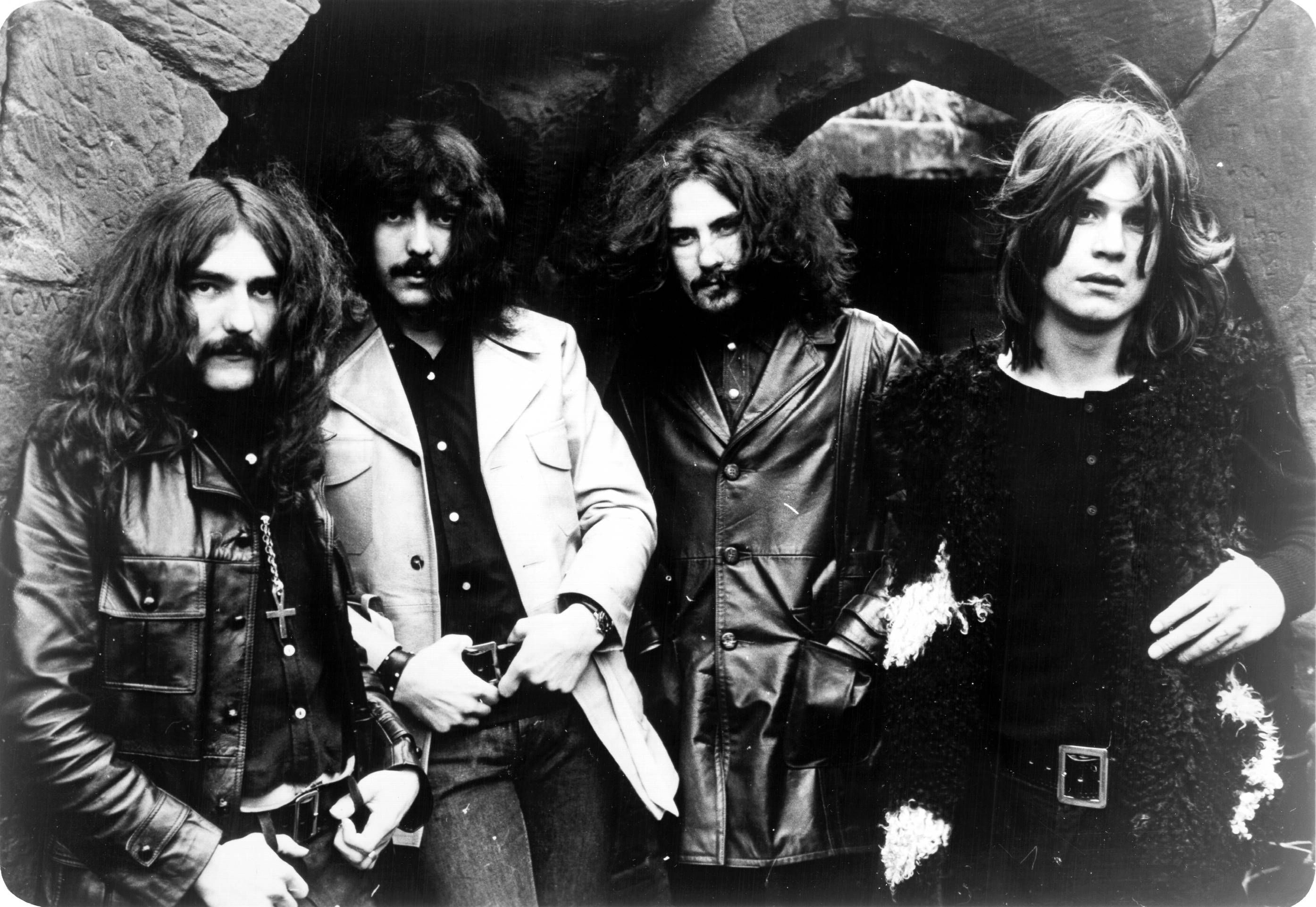
Black Sabbath

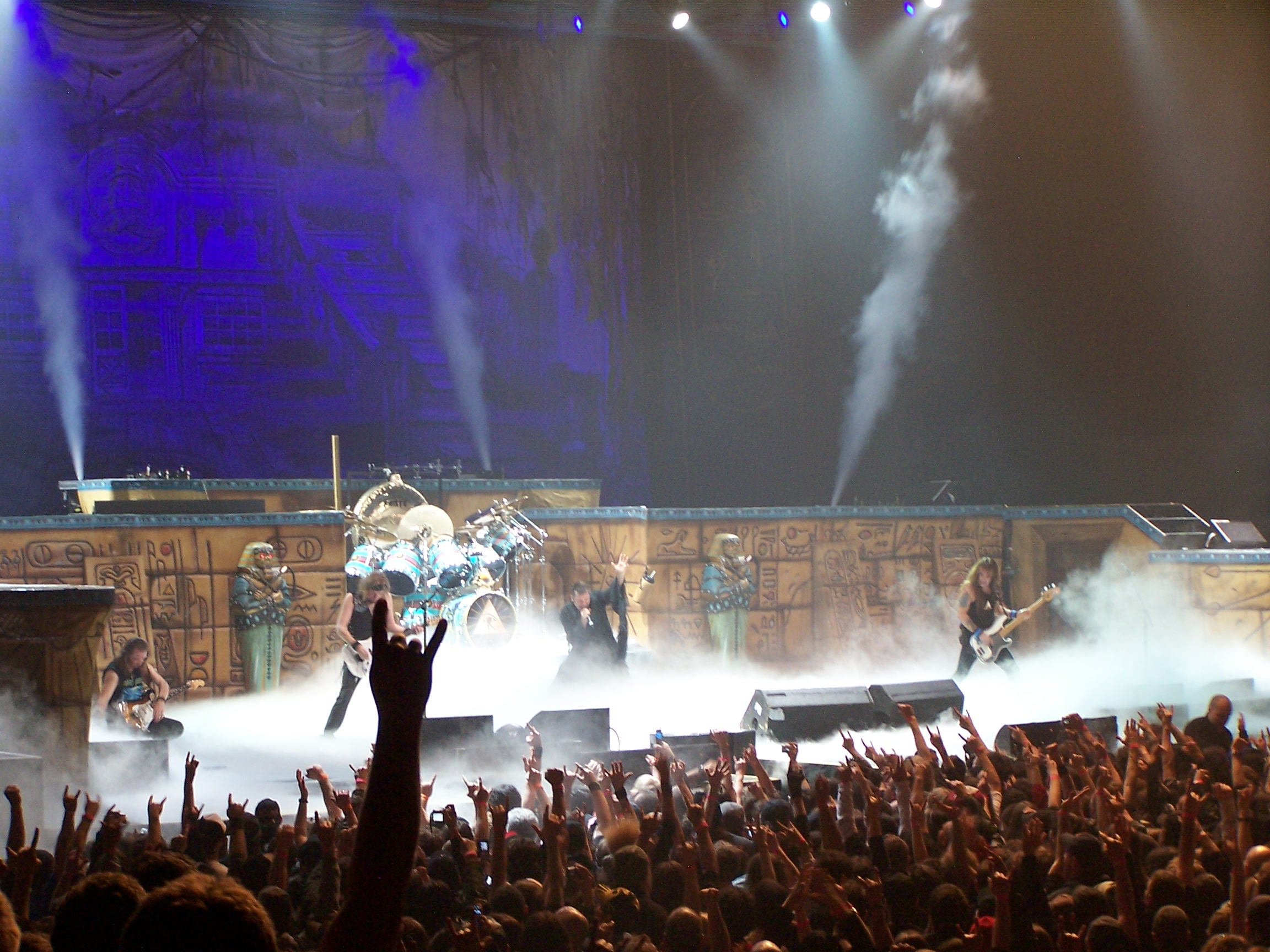
Iron Maiden

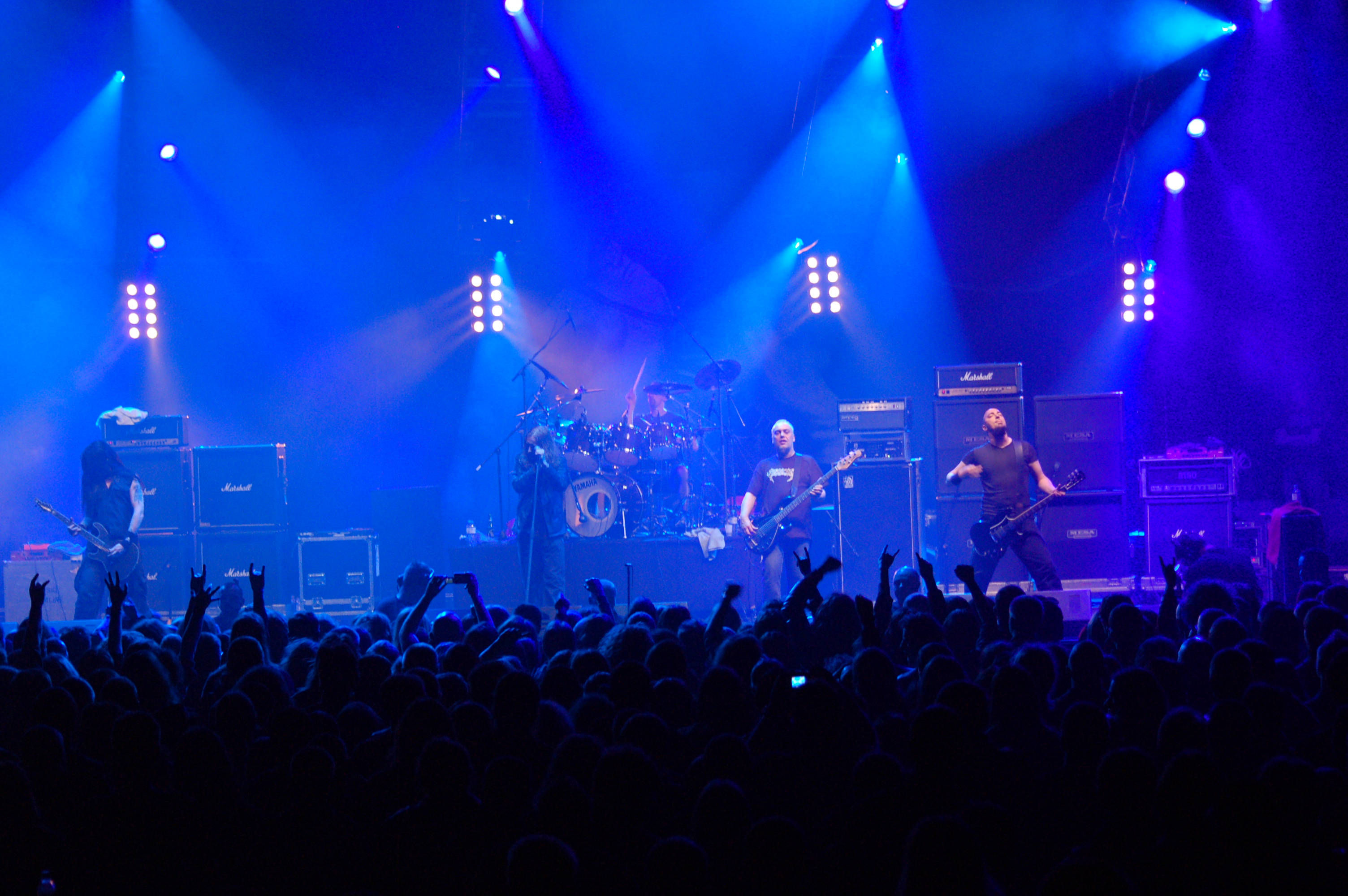
Paradise Lost

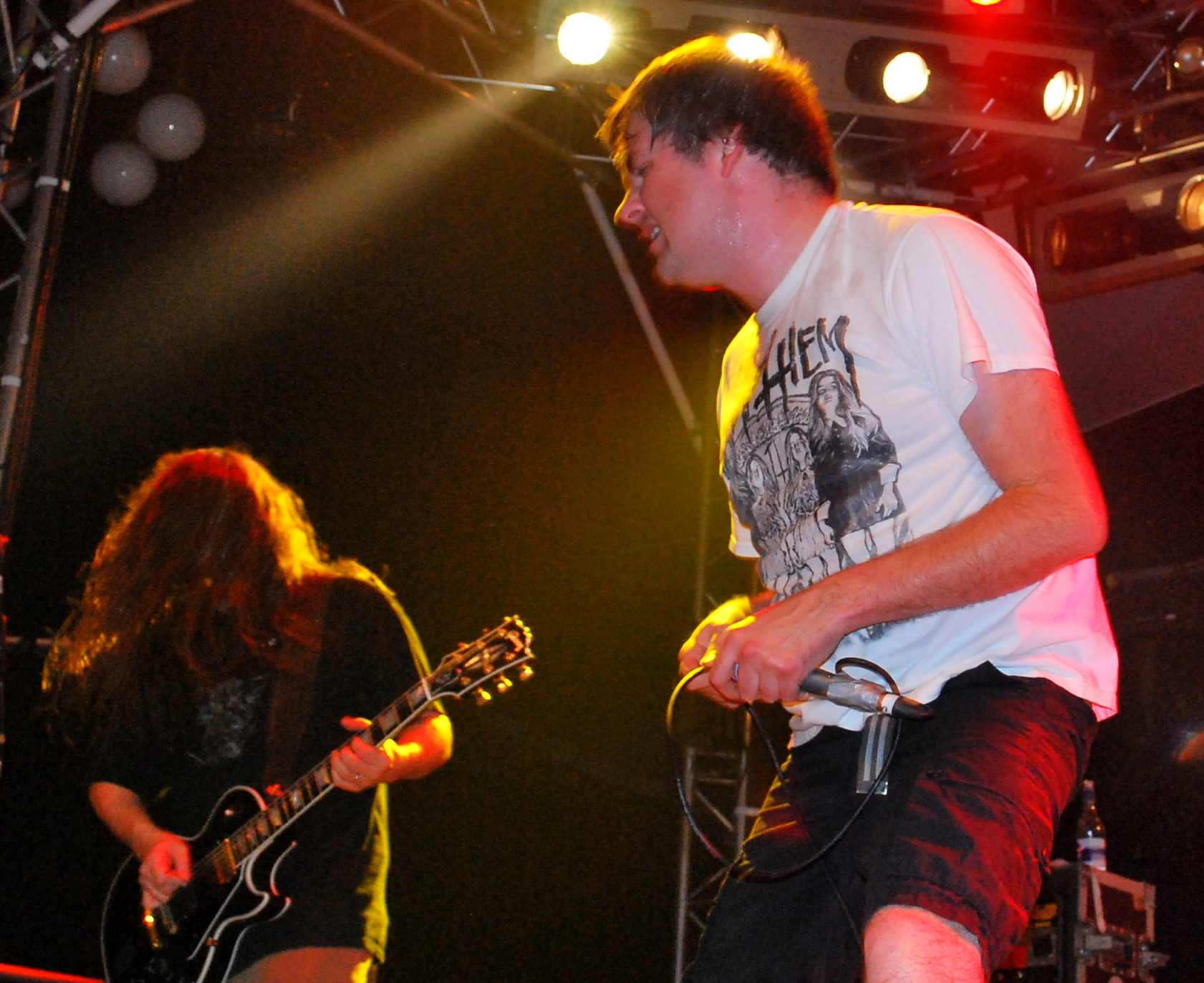
Napalm Death

### Блек Метал
- Cradle of Filth (також Симфонік Метал, Хеві Метал and Готік Метал)

### Дез Метал
- Bolt Thrower
- Cancer

### Дум Метал
- Cathedral
- Electric Wizard (також Стоунер Метал)
- Pagan Altar(інші мови)

### Фолк Метал
- Alestorm

### Готік Метал
- My Dying Bride
- Paradise Lost (також Дум Метал)

### Хеві Метал
- Angel Witch(інші мови)
- Black Sabbath
- Diamond Head
- Grim Reaper(інші мови)
- Iron Maiden
- Judas Priest
- Motörhead
- Quartz
- Raven
- Saxon
- Tygers Of Pan Tang(інші мови)
- Witchfinder General(інші мови) (також Дум Метал)

### Грайндкор
- Napalm Death (також Дез Метал)
- Carcass (також Дез Метал та Горграйнд(інші мови))
- Extreme Noise Terror(інші мови)

### Пауер Метал
- Dragonforce
- Power Quest(інші мови)
- Shadowkeep(інші мови)

### Стоунер Метал(інші мови)
- Orange Goblin

### Треш Метал
- Onslaught(інші мови)
- Venom
- Xentrix

## Сполучені Штати

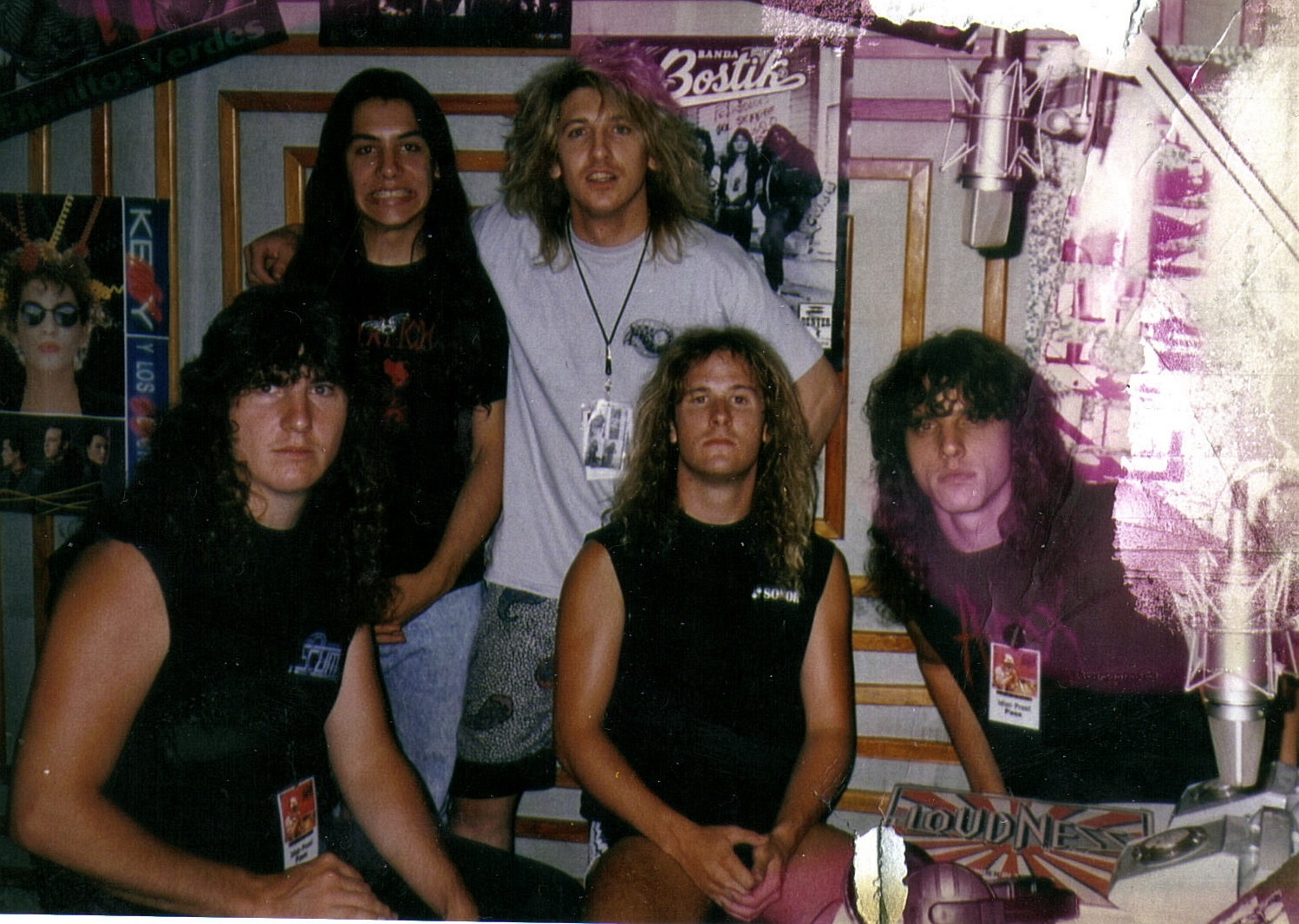
Death

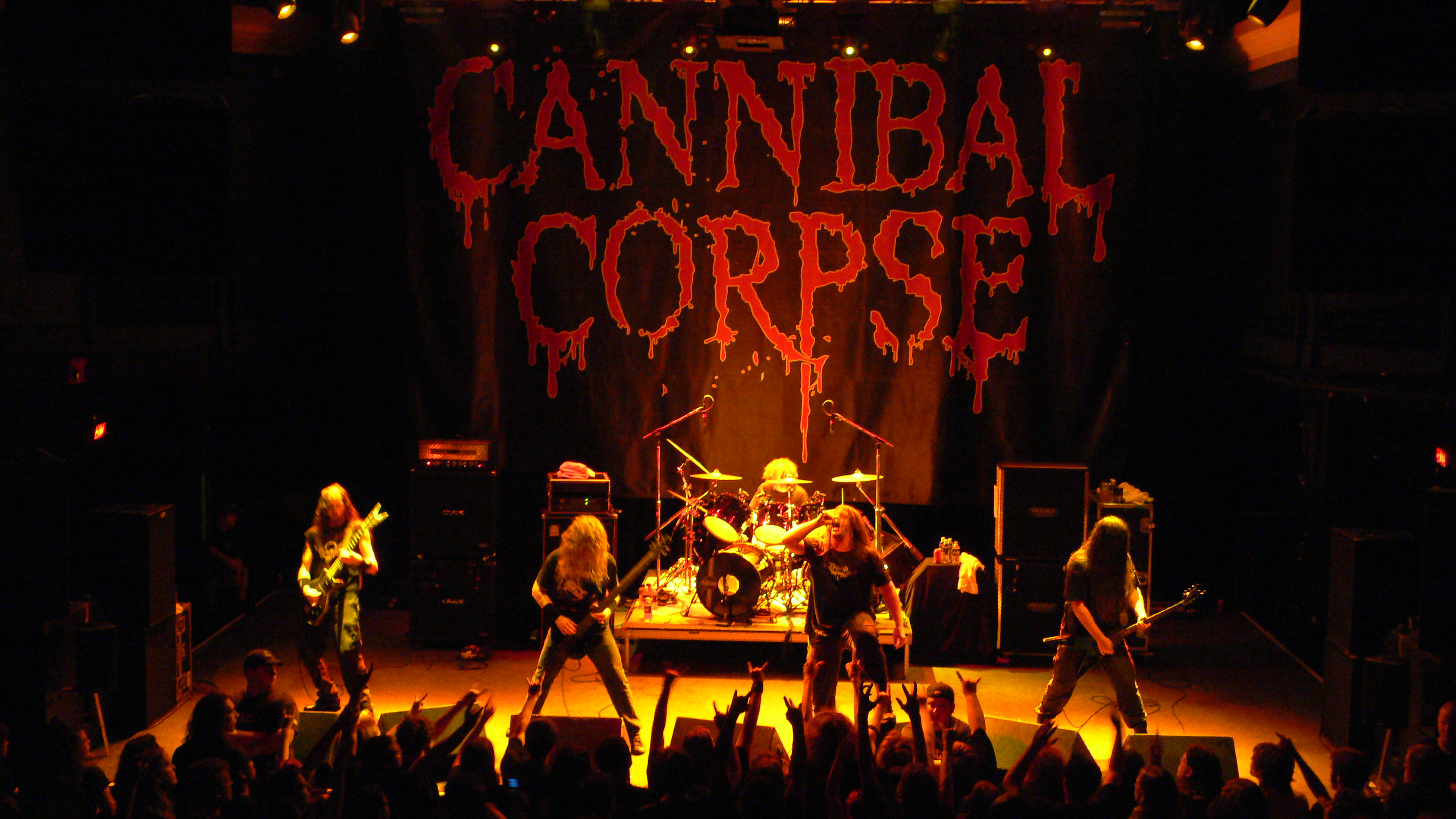
Cannibal Corpse

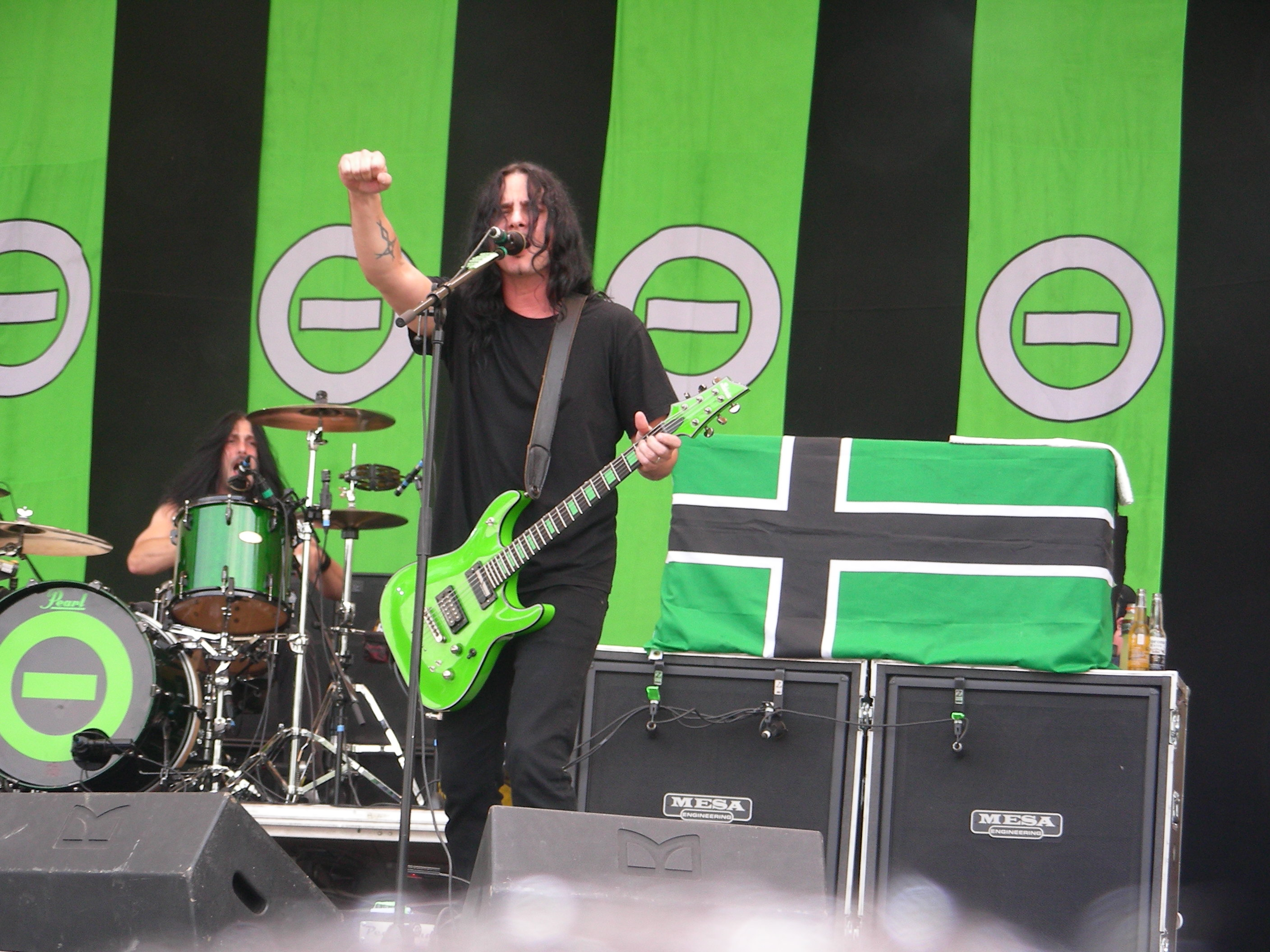
Type O Negative

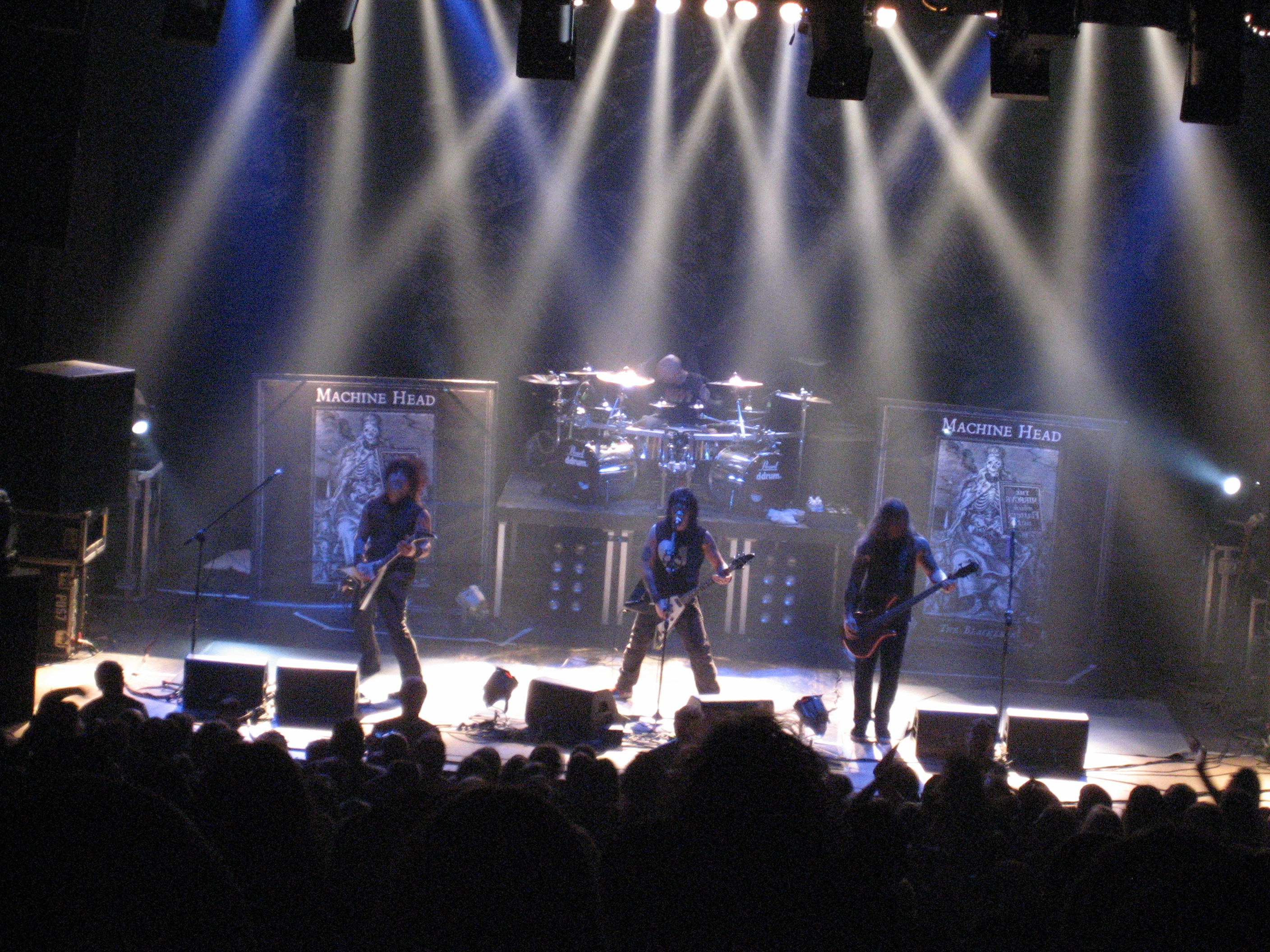
Machine Head

Pantera

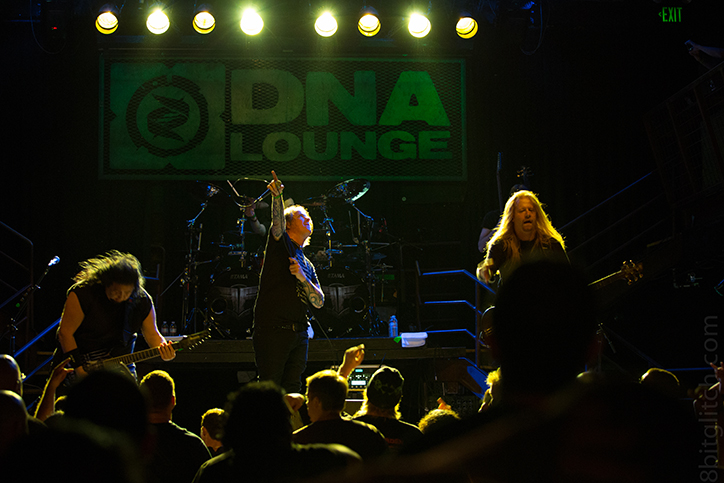
Fear Factory

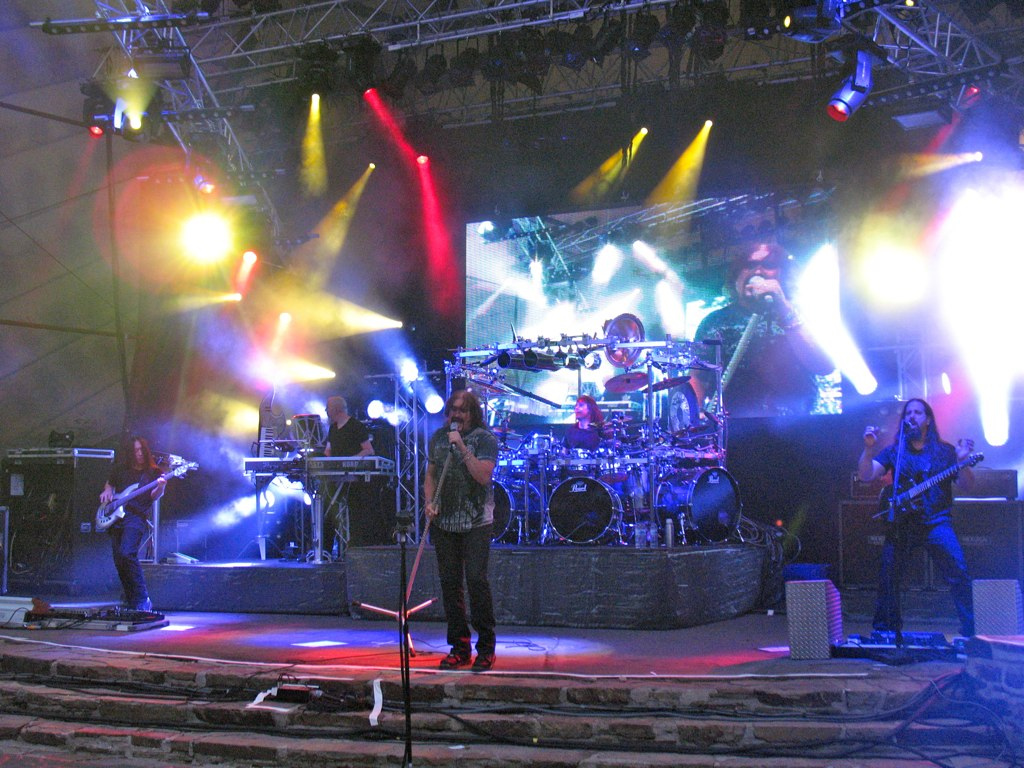
Dream Theater

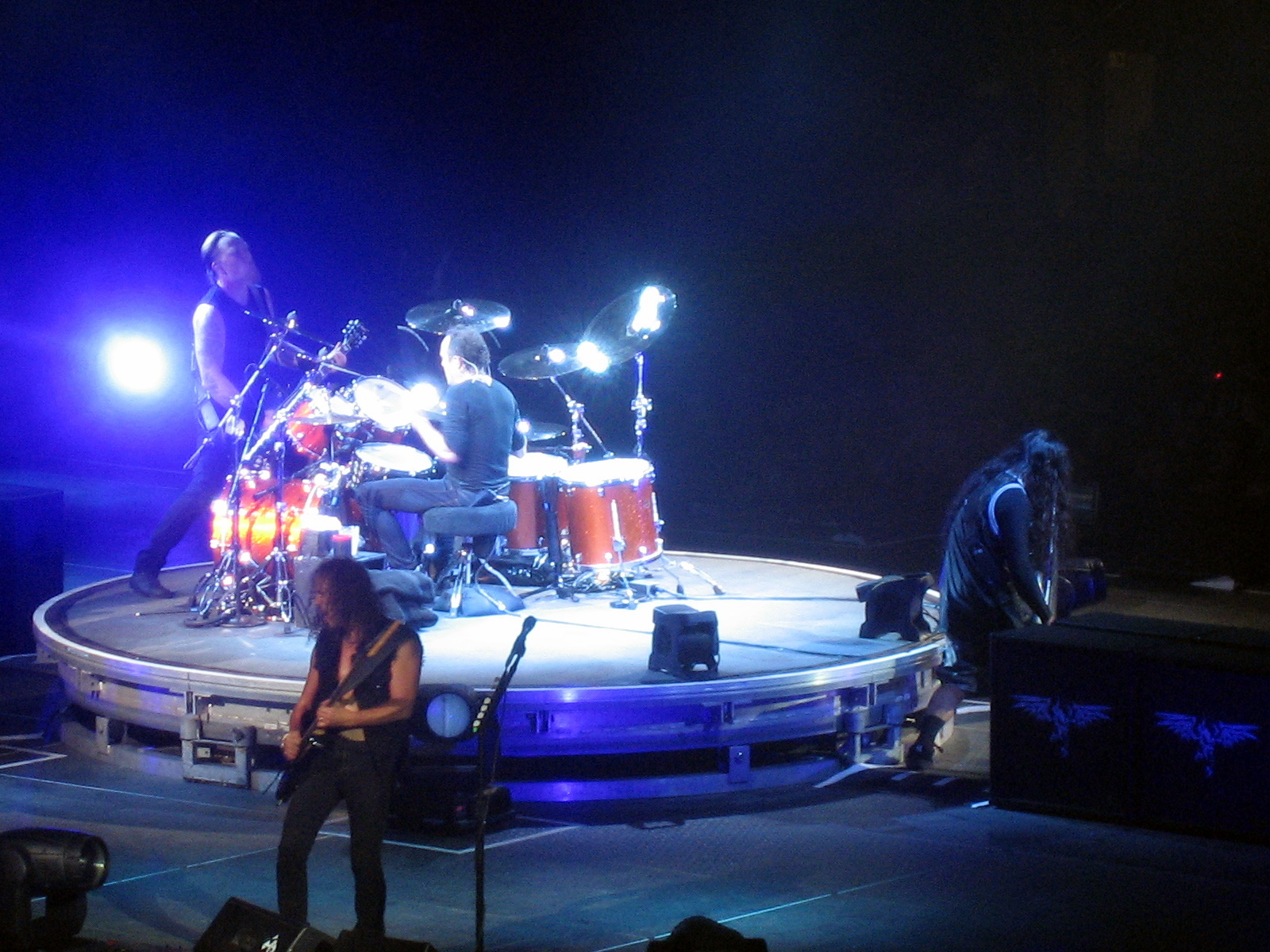
Metallica

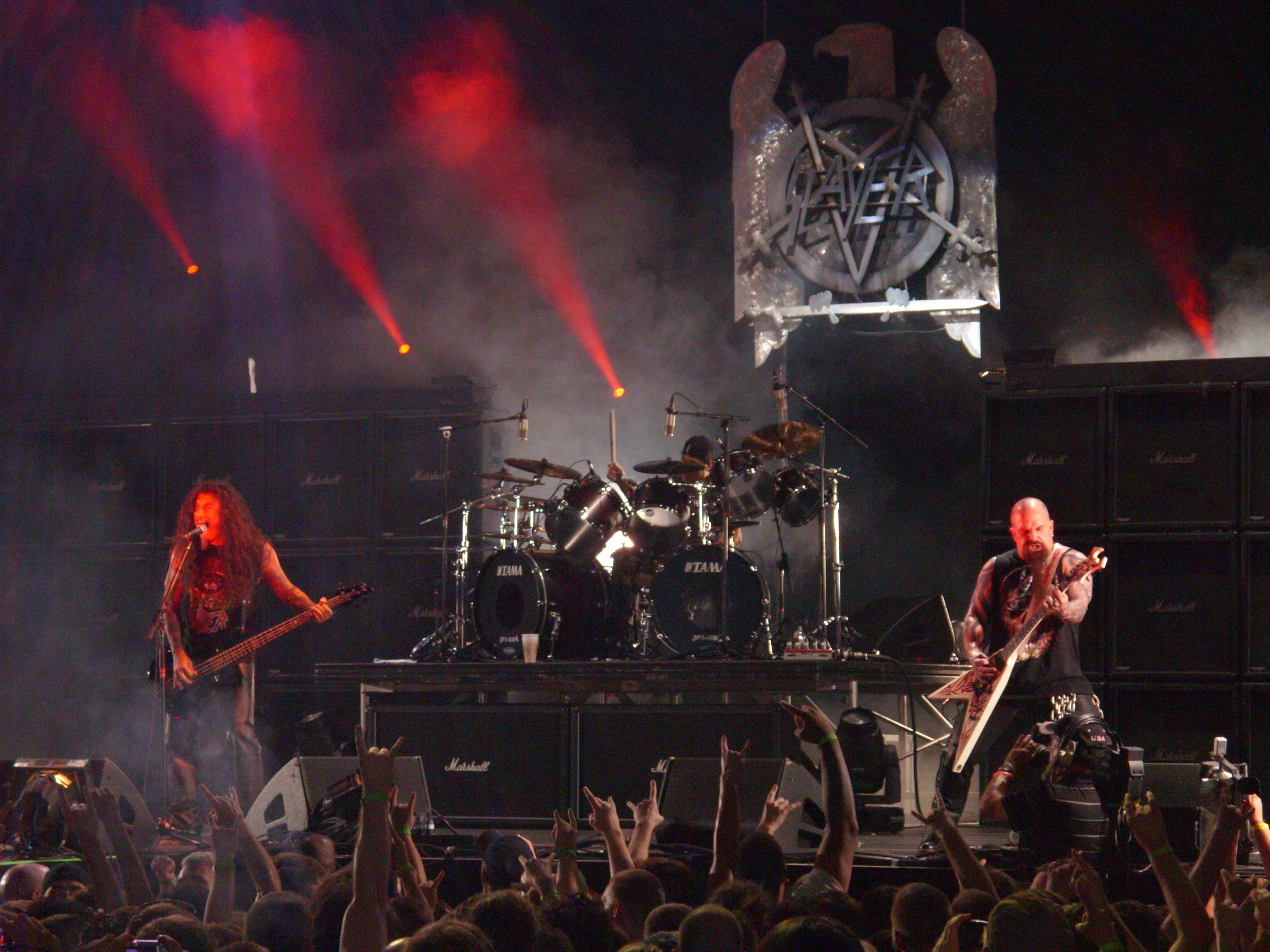
Slayer

### Дез Метал
- Autopsy[en]
- Broken Hope(інші мови)
- Cannibal Corpse
- Death
- Deeds Of Flesh(інші мови)
- Deicide
- Dying Fetus
- Immolation
- Incantation
- Morbid Angel
- Nile
- Obituary

### Дум Метал
- Pentagram
- Saint Vitus(інші мови)
- Trouble(інші мови)

### Фолк Метал
- Agalloch (також Дум Метал)

### Готік Метал
- Type O Negative (також Хеві Метал та Дум Метал)

### Грайндкор
- Agoraphobic Nosebleed(інші мови)
- Brutal Truth(інші мови)
- Cattle Decapitation(інші мови)
- Cephalic Carnage(інші мови)
- Exhumed(інші мови) (також Дез Метал)
- Pig Destroyer(інші мови)
- Repulsion(інші мови)

### Грув Метал
- Lamb Of God
- Machine Head
- Pantera (також Треш Метал)

### Хеві Метал
- Armored Saint(інші мови)
- Cirith Ungol(інші мови)
- Dio
- Lizzy Borden(інші мови)
- Manowar (також Пауер Метал)
- Riot

### Індастріал Метал
- Fear Factory
- In This Moment (також Альтернатів Метал, Готік Метал, Металкор)
- Marilyn Manson
- Ministry
- Nine Inch Nails
- Rob Zombie
- White Zombie

### Ню Метал
- Coal Chamber
- Deftones
- Disturbed (також Альтернатів Метал, Хард Рок, Хеві Метал)
- Korn
- Limp Bizkit
- Mudvayne
- Slipknot (також Альтернатів Метал, Металкор)

### Пауер Метал
- Iced Earth
- Jag Panzer(інші мови)
- Kamelot

### Прогрессів Метал
- Between the Buried and Me
- Dream Theater
- Fates Warning(інші мови)
- Periphery
- Planet X (також Джаз Фюжн)
- Queensrÿche
- Savatage(інші мови)
- Symphony X (також Неоклассікал Метал, Пауер Метал, Треш Метал)

### Треш Метал
- Anthrax
- Dark Angel
- Death Angel
- Exodus
- Heathen(інші мови)
- Hirax(інші мови)
- Megadeth
- Metallica
- Municipal Waste(інші мови)
- Nasty Savage(інші мови)
- Nuclear Assault
- Overkill
- Possessed
- Sacred Reich(інші мови)
- Sadus(інші мови)
- Slayer
- Testament
- Toxic Holocaust(інші мови)
- Toxik(інші мови)
- Whiplash